# Kaiser-Wilhelm-Gedächtniskirche
Die evangelische Kaiser-Wilhelm-Gedächtniskirche ist ein Baudenkmal auf dem Breitscheidplatz im Berliner Ortsteil Charlottenburg. Sie wurde im Auftrag von Kaiser Wilhelm II. zum Gedenken an seinen Großvater Kaiser Wilhelm I. in den Jahren 1891–1895 von Franz Schwechten im Stil der Neoromanik erbaut. Ihr Kirchturm war mit 113 Metern der damals höchste der Stadt Charlottenburg.
Während des Zweiten Weltkriegs wurde die Gedächtniskirche 1943 schwer beschädigt. Nach einem Streit um den Wiederaufbau folgte die Einigung auf den Abriss des Kirchenschiffs, den Erhalt der Turmruine als Mahnmal gegen den Krieg und auf den Neubau eines vierteiligen Bauensembles. Dieses wurde 1959–1963 von Egon Eiermann im Stil der Moderne erbaut und besteht aus dem Kirchenschiff, dem Kirchturm, der Kapelle und dem Foyer.
Die Kaiser-Wilhelm-Gedächtniskirche gehört zu den bekanntesten Wahrzeichen des Berliner Westens und den beliebtesten Sehenswürdigkeiten der deutschen Hauptstadt. In der Turmruine befindet sich seit 1987 eine Gedenkhalle.

## Alte Gedächtniskirche: neoromanischer Bau

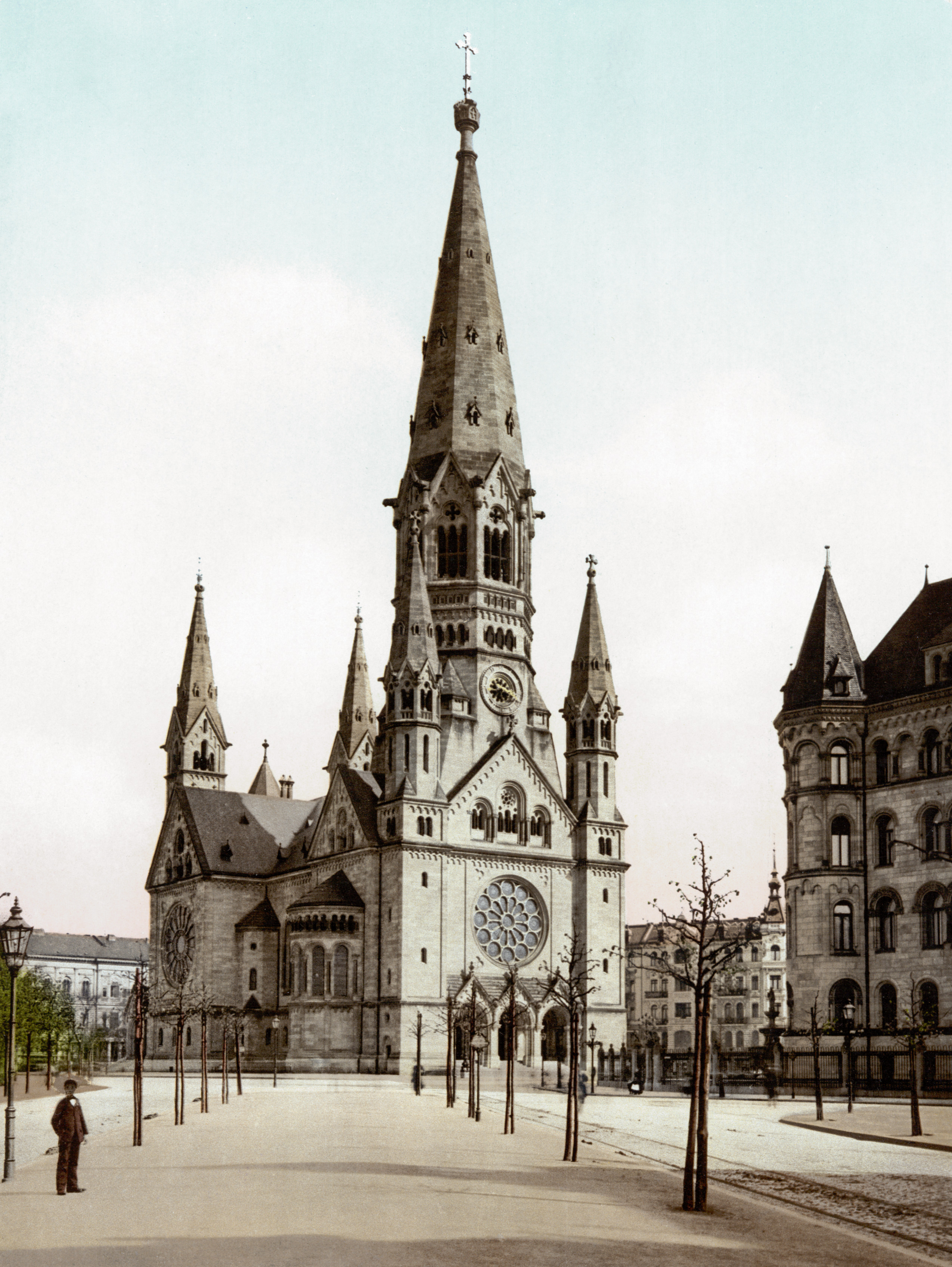
Kaiser-Wilhelm-Gedächtniskirche, um 1900

### Bauvorbereitungen
Der ursprüngliche Kirchenbau der Gemeinde geht zurück auf das Programm des Evangelischen Kirchenbauvereins. Auf Anregung Kaiser Wilhelms II. wurde die Bedeutung des Gebäudes um die Facette der Gedenkstätte zu Ehren Wilhelms I. erweitert. Im hierfür ausgeschriebenen Architektenwettbewerb setzte sich Franz Schwechten, späterer königlicher Baurat und Mitglied der Bauakademie, durch. Bereits zuvor hatte sich Schwechten in Berlin durch den Bau des Anhalter Bahnhofs nach seinen Entwürfen einen Namen gemacht.
Obwohl offiziell der Kirchenbauverein die Bauherrschaft innehatte, nahm das amtierende Kaiserpaar des Öfteren Einfluss auf die Ausführung und besuchte die Baustelle mehrfach. An der Finanzierung beteiligte sich die kaiserliche Familie jedoch kaum. Die Baukosten von 6,8 Millionen Mark wurden hauptsächlich von Einzelpersonen und den deutschen Einzelstaaten aufgebracht. Auch wurde eine Gedenk- und Festschrift herausgegeben, deren Reingewinn zur Kostendeckung beitragen sollte, und für deren Kauf auch amtlich geworben wurde. Der Grundstein wurde am 22. März 1891 gelegt, um an den Geburtstag des Namensgebers zu erinnern. Bereits am 1. September 1895, dem Vorabend des damaligen Sedantags, konnte die Einweihung gefeiert werden.
Schwechten, ein gebürtiger Kölner, hatte einen Entwurf im Stil der Neoromanik geliefert, orientiert an den romanischen Kirchen des Rheinlands. Die Anzahl der Türme und die Form des Vierungsturms erinnerte an das Bonner Münster, der Chor an die Marienkirche in Gelnhausen. Viele Details wurden sehr genau übernommen. Die Nachahmung ging so weit, dass für die Fassade Tuff benutzt wurde, der in der Eifel vorkommt und für rheinische Kirchen Verwendung fand, in Brandenburg aber völlig fremd war.

### Baubeschreibung
Das Gebäude mit seinen fünf Türmen wirkte beeindruckend monumental. Der heute größtenteils erhaltene Hauptturm war mit 113 Metern (jetzt: 71 Meter) der höchste der bis 1920 eigenständigen Stadt Charlottenburg. Nach dem Beispiel dieser Kirche wurde die Neuromanik zeitweilig in ganz Deutschland zu einem beliebten Baustil. Mehrere Gebäude in der direkten Umgebung waren in bewusstem Bezug zur Kirche ebenfalls im neuromanischen Stil erbaut und bildeten das sogenannte „Romanische Forum“. Direkt benachbarte, ebenfalls von Schwechten entworfene Beispiele dafür waren das „Erste Romanische Haus“ westlich der Kirche und das „Zweite Romanische Haus“ östlich der Kirche auf dem Gelände des heutigen Europa-Centers.

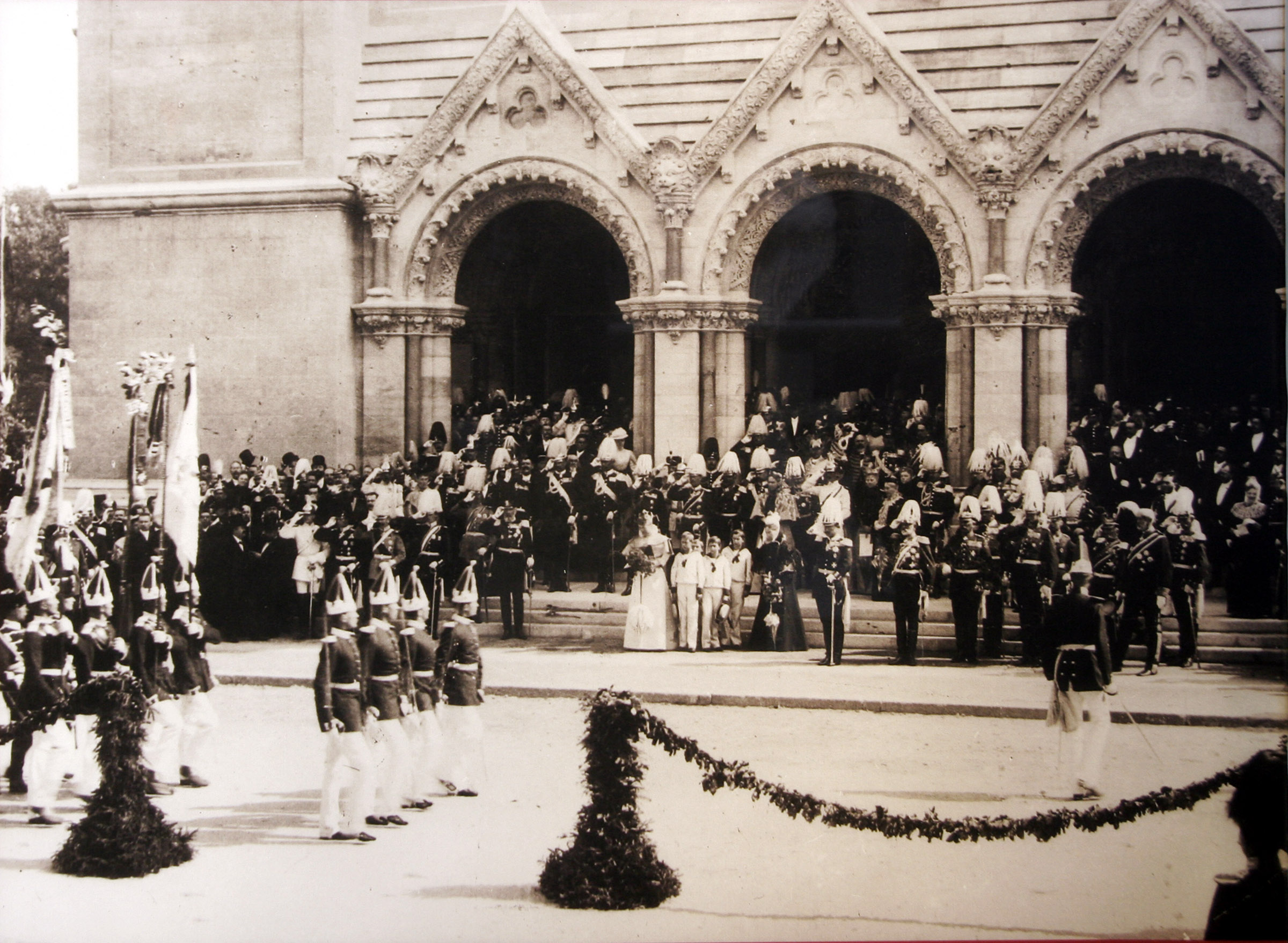
Einweihungsfeier am 1. September 1895
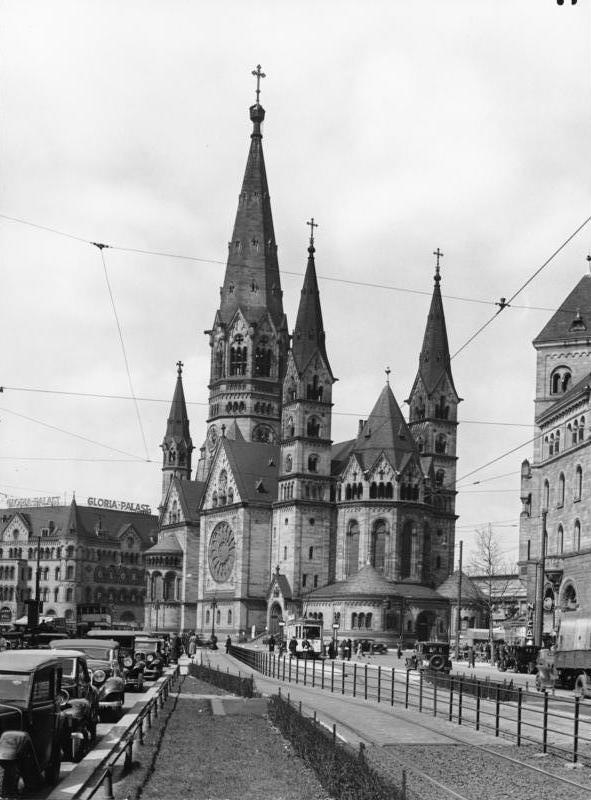
Kaiser-Wilhelm-Gedächtniskirche, 1939
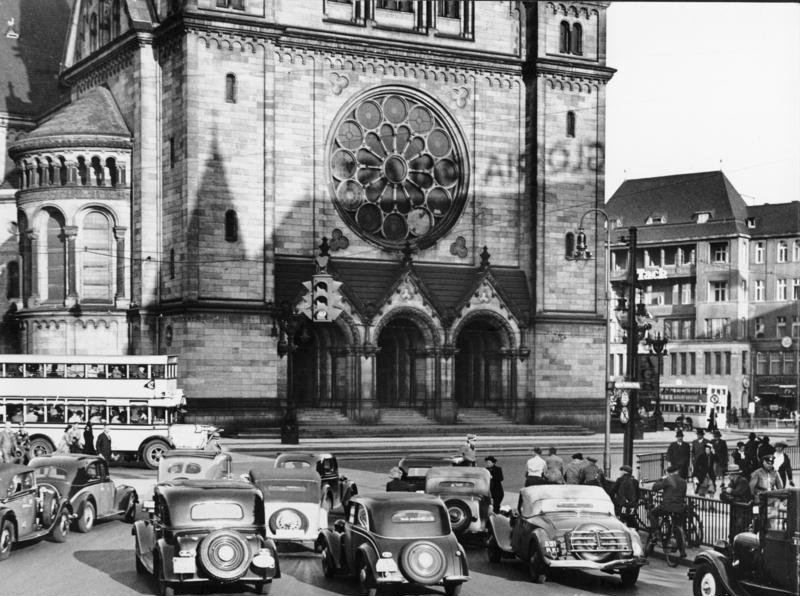
Hauptportal der Kirche, 1939
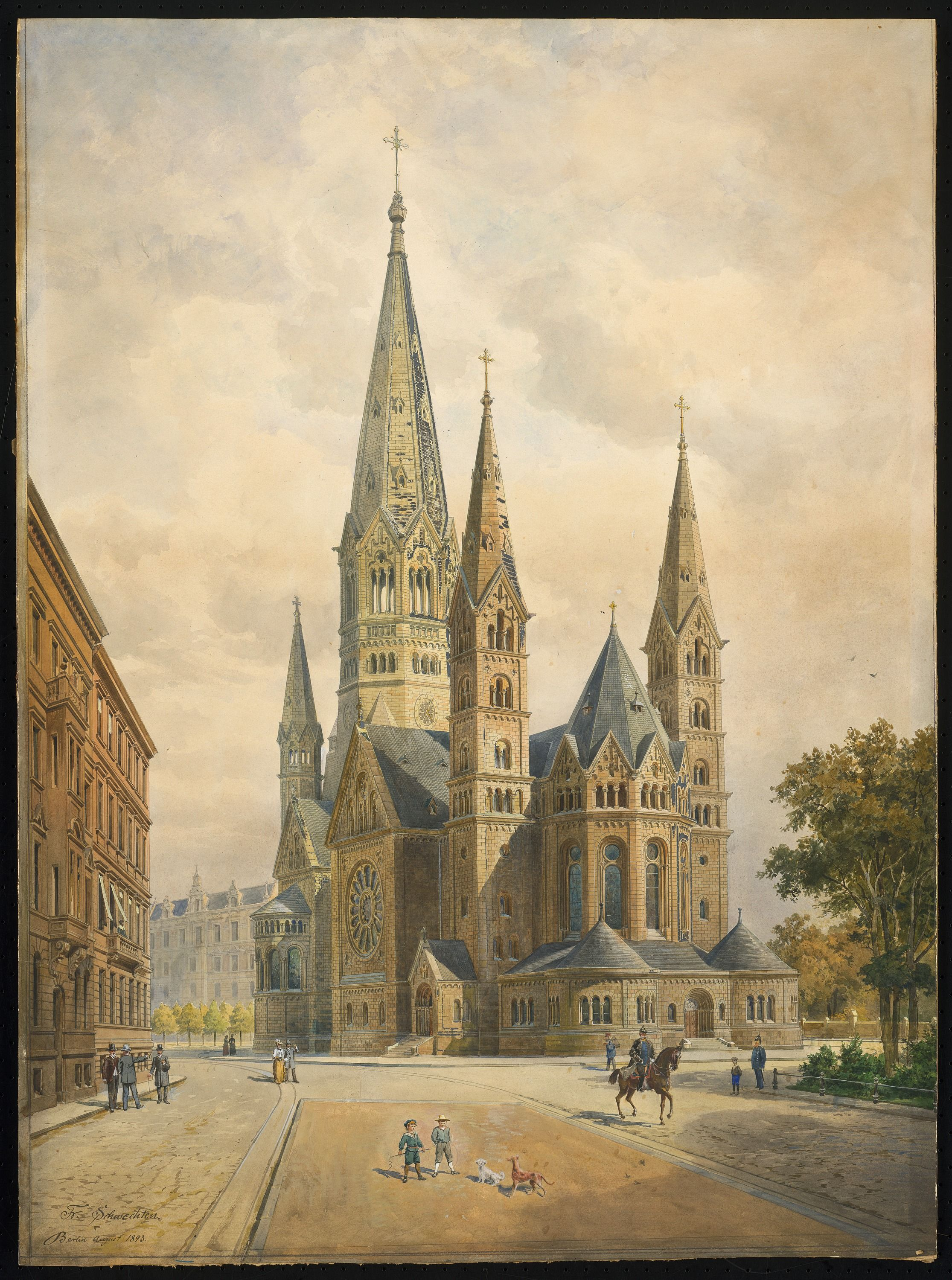
Kolorierte Handzeichnung von Franz Schwechten, 1893
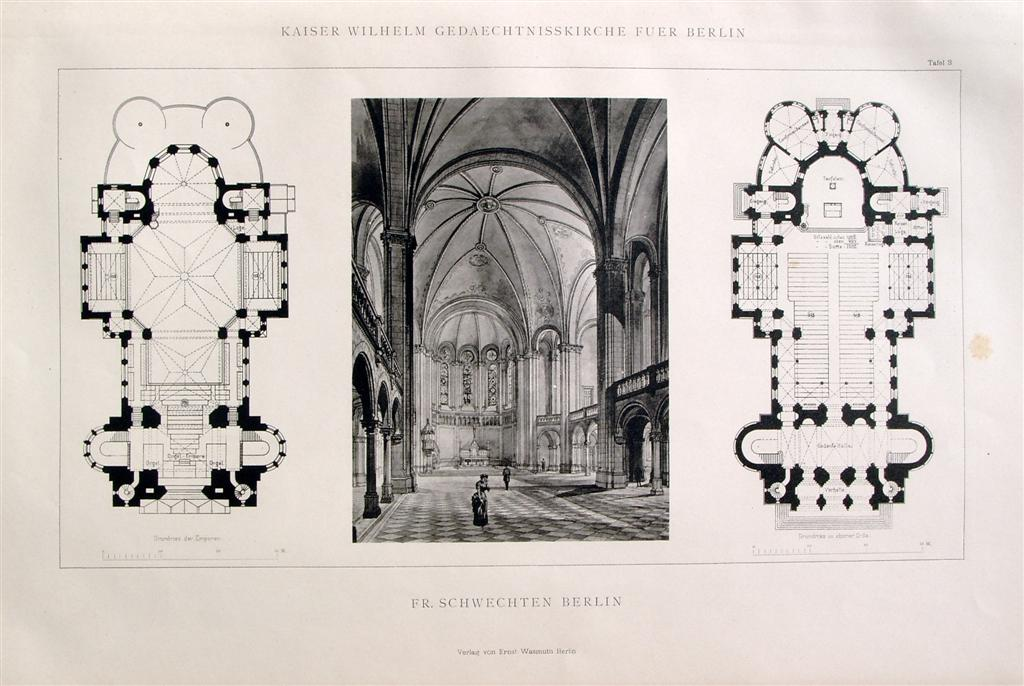
Grundriss der Kirche von Franz Schwechten

### Orgel

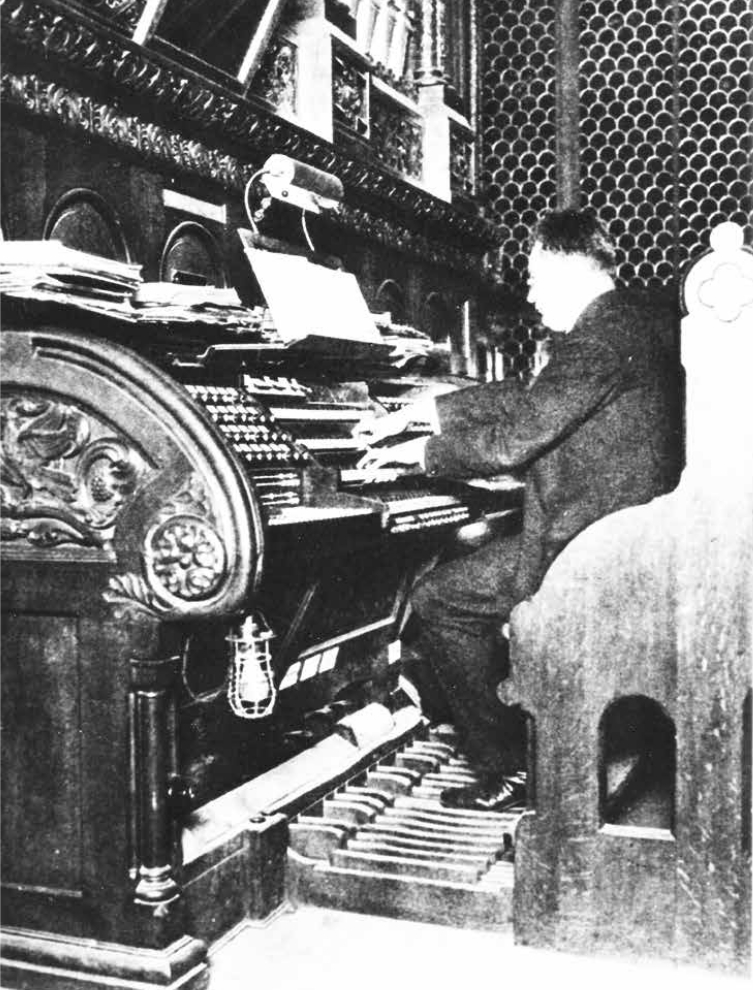
Max Reger um 1910 an der Sauer-Orgel

W. Sauer Orgelbau lieferte 1894/1895 sein Opus 660, eine Orgel mit vier Manualen, 91 Registern und pneumatischen Kegelladen. 1920 vergrößerte Sauer sie um ein Echowerk. Es blieb bei vier Manualen, jedoch hatte die Orgel nun 103 Register. 1938 setzte Sauer sie instand, im November 1943 fiel sie mitsamt der Kirche dem Bombenhagel zum Opfer.

### Glocken
Wegen der Lautstärke des fünfstimmigen Geläutes – das zur damaligen Zeit an Größe und Gewicht nur von dem des Kölner Doms übertroffen wurde – und der Menschenmenge wurden die Wölfe des Zoologischen Gartens unruhig und heulten:

„Lang hallendes Geheul, das Kläffen der Köter und das heisere Bellen der Wölfe mischte sich in den Friedengruß der Glocken und akkompagnierte den Jubel des Publikums. Das aber stand nicht auf dem Programm. Ein Polizeioffizier zu Pferde jagte wie rasend nach dem Zoologischen Garten; ein paar Wachtmeister stürmten hinein, um den heulenden Bestien kraft ihres Amtes und ihrer Autorität das Singen zu verbieten – aber die rebellischen Tiere hatten wenig Respekt vor den blauen Uniformen: sie heulten, kläfften und bellten unentwegt weiter.“

Die aus der Bronze von im Deutsch-Französischen Krieg erbeuteten Geschützen hergestellten Glocken fielen dem Materialbedarf während des Zweiten Weltkriegs zum Opfer. Vier der fünf Glocken wurden am 7. Januar 1943 aus dem Turm abgenommen und erneut zu Kriegszwecken eingeschmolzen. Lediglich die kleinste Glocke verblieb der Gemeinde. Bei der Zerstörung der Kirche wurde diese Glocke schwer beschädigt und 1949 an die Glockengießerei Schilling in Apolda geliefert, wo sie einst gegossen wurde.
| Nr. | Name                              | Gussjahr | Gießer, Gussort         | Durchmesser (cm) | Gewicht (kg) | Schlagton |
| --- | --------------------------------- | -------- | ----------------------- | ---------------- | ------------ | --------- |
| 1   | Königin Luise – Kaiser Wilhelm I. | 0 1894   | Franz Schilling, Apolda | 284              | 13.230       | d°        |
| 2   | Augusta                           | 0 1894   | Franz Schilling, Apolda | 232              | 08.306       | f°        |
| 3   | Deutschland                       | 0 1894   | Franz Schilling, Apolda | 184              | 03.835       | a°        |
| 4   | Kaiser Friedrich                  | 0 1894   | Franz Schilling, Apolda | 175              | 03.780       | b°        |
| 5   | Wilhelm II. – Auguste Viktoria    | 0 1894   | Franz Schilling, Apolda | 145              | 2.147        | c'        |

### Innengestaltung
Das Innere der Kirche war aufwendig gestaltet. Wände und Gewölbe waren mit insgesamt 2740 m² Glasmosaiken geschmückt, ausgeführt von der Werkstätte Puhl & Wagner.

#### Schaper-Mosaike
In der heute noch zugänglichen Vorhalle der alten Kirche befinden sich kunsthandwerklich bedeutende Mosaike, die von Hermann Schaper entworfen und von Puhl & Wagner ausgeführt worden sind. Überwiegend verdeutlichen sie die Vorstellung vom Gottesgnadentum, die damals schon als überholt galt.
Ebenfalls für die Vorhalle schuf der Bildhauer Adolf Brütt einen 1906 vollendeten Bildzyklus, der einerseits das Leben Wilhelms I. darstellte, andererseits das Geschehen der Befreiungskriege dem Deutsch-Französischen Krieg von 1870/1871 gegenüberstellte.

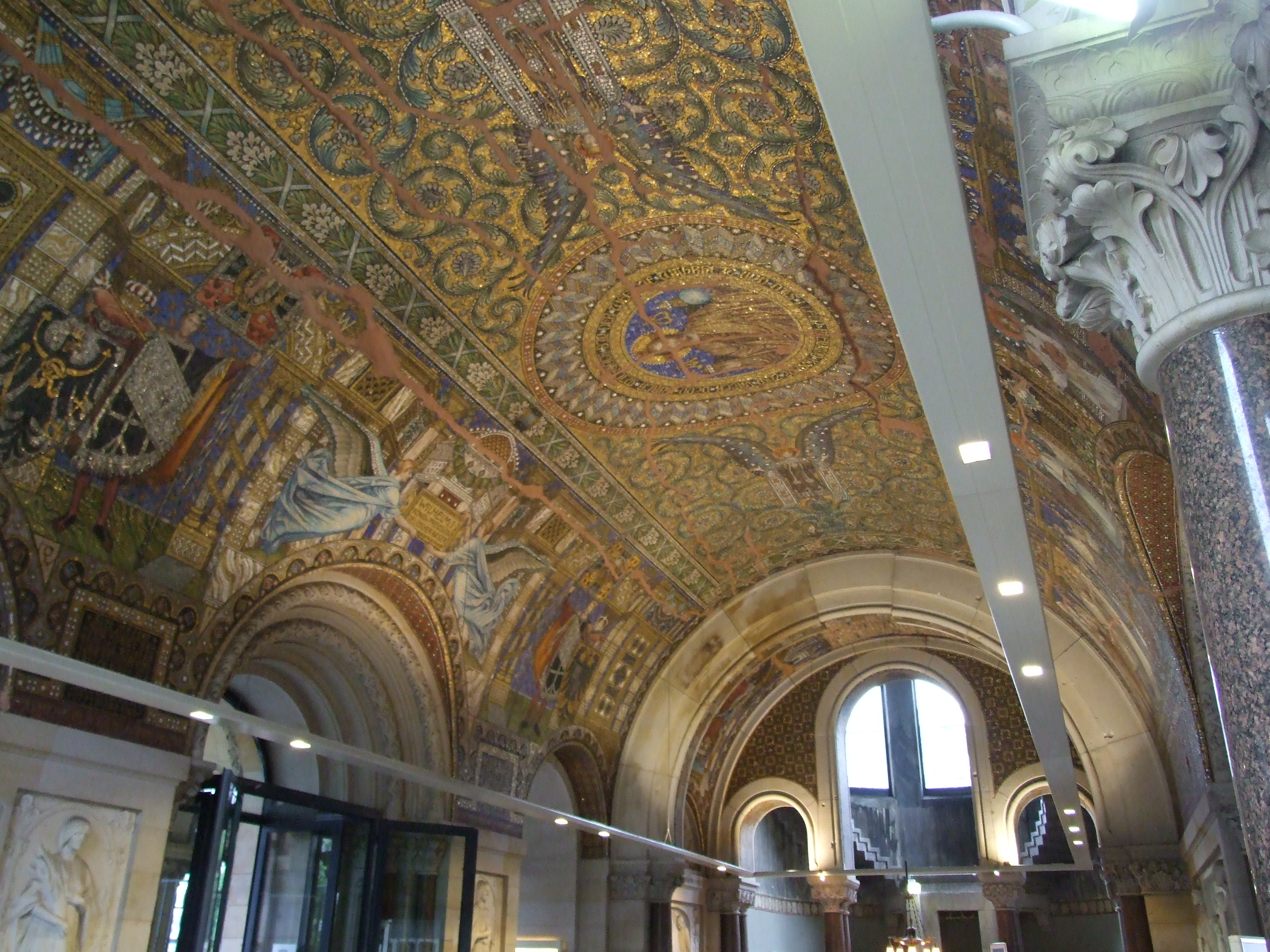
Vorhalle mit Deckenmosaik, 2008
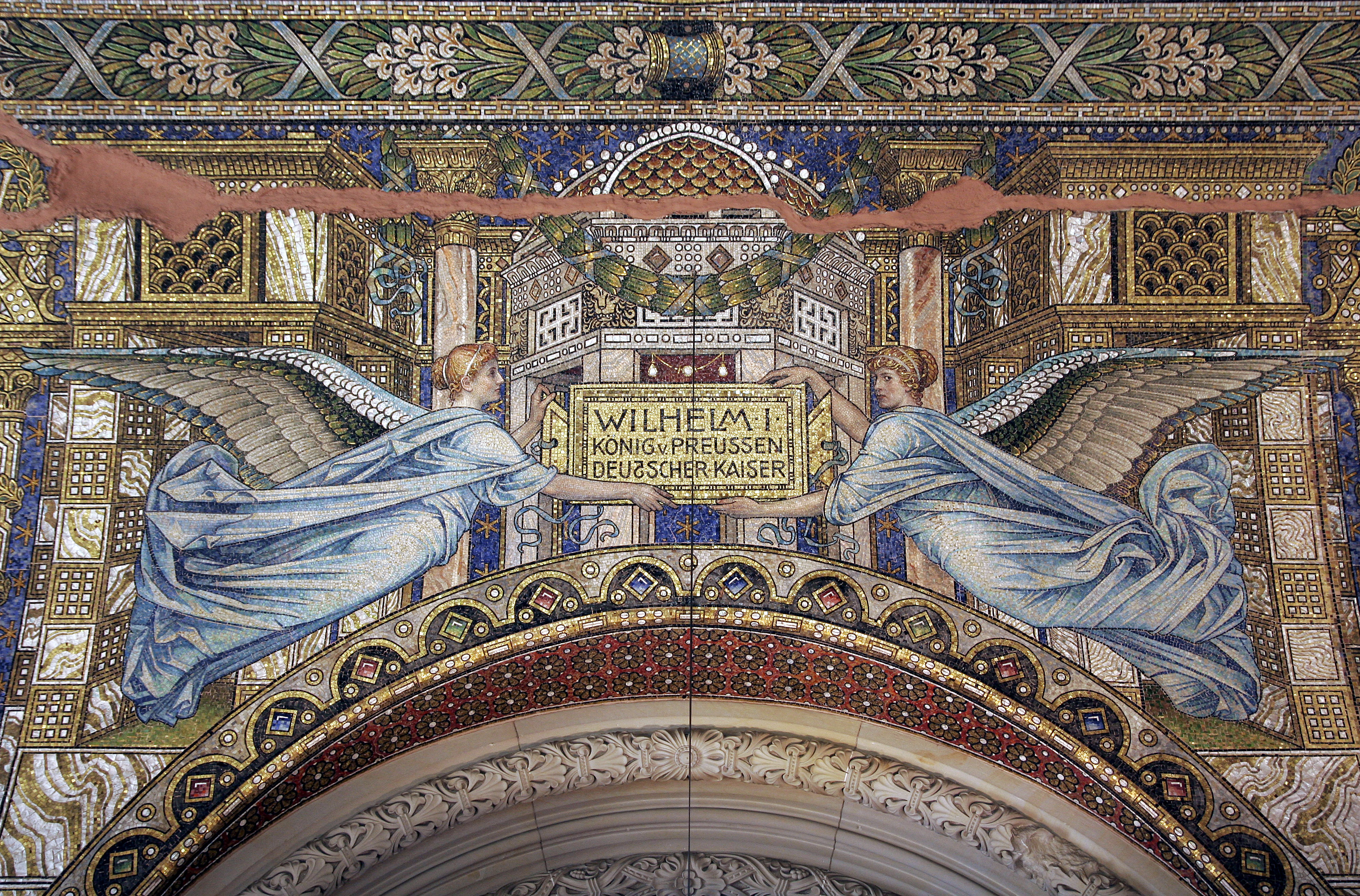
Widmungstafel für Wilhelm I. über dem Eingangsportal
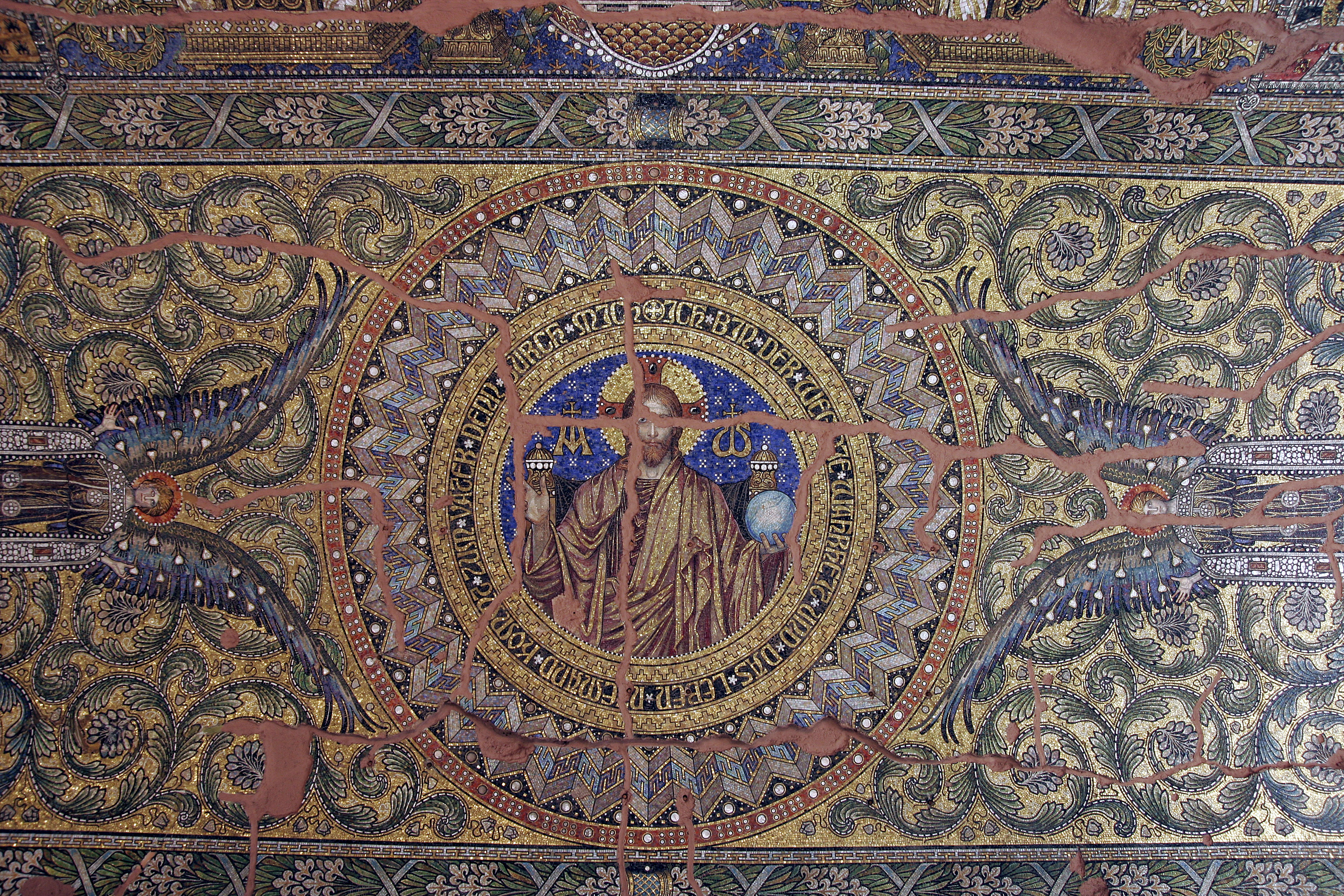
Teil des Deckenmosaiks
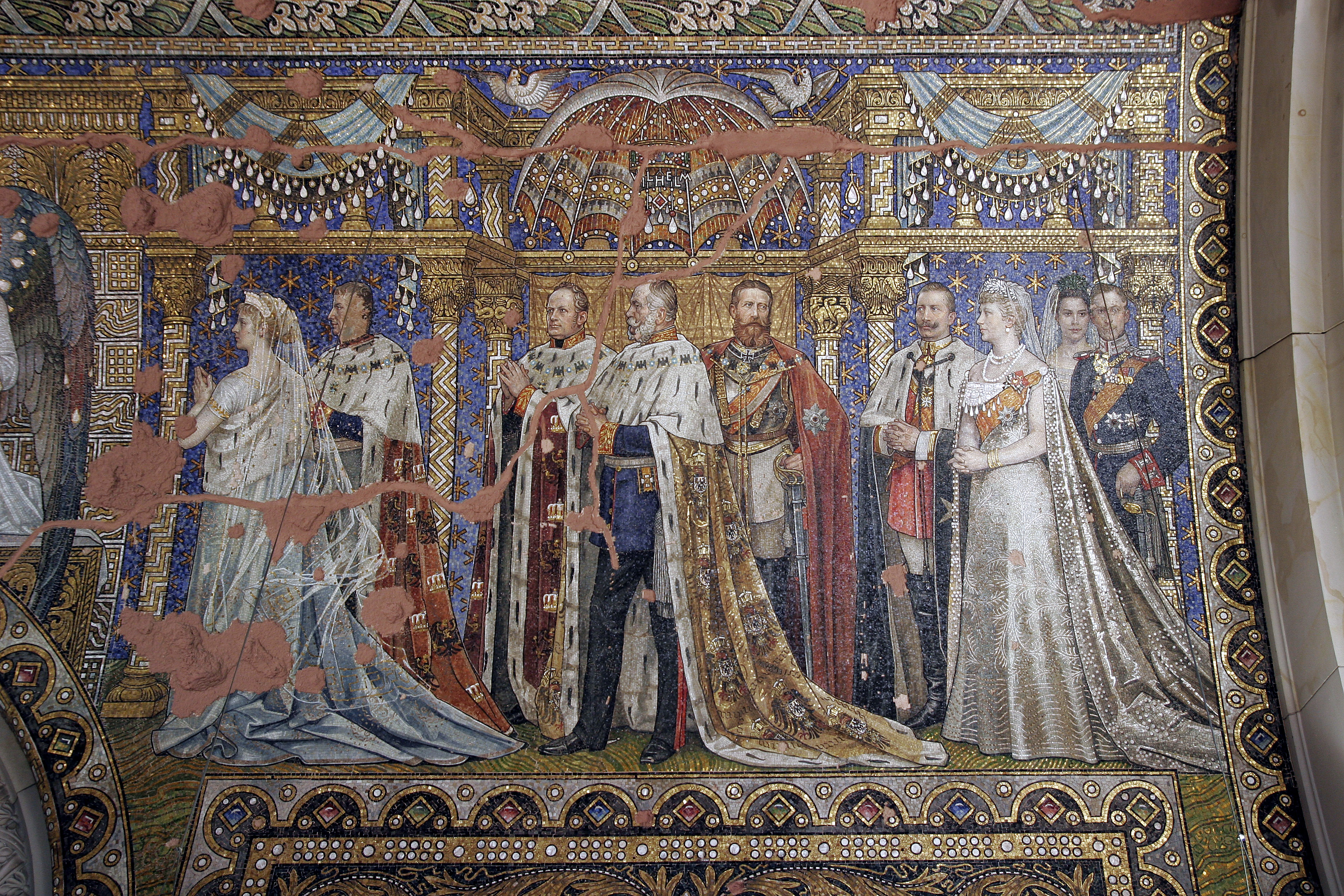
Die jüngeren Hohenzollern
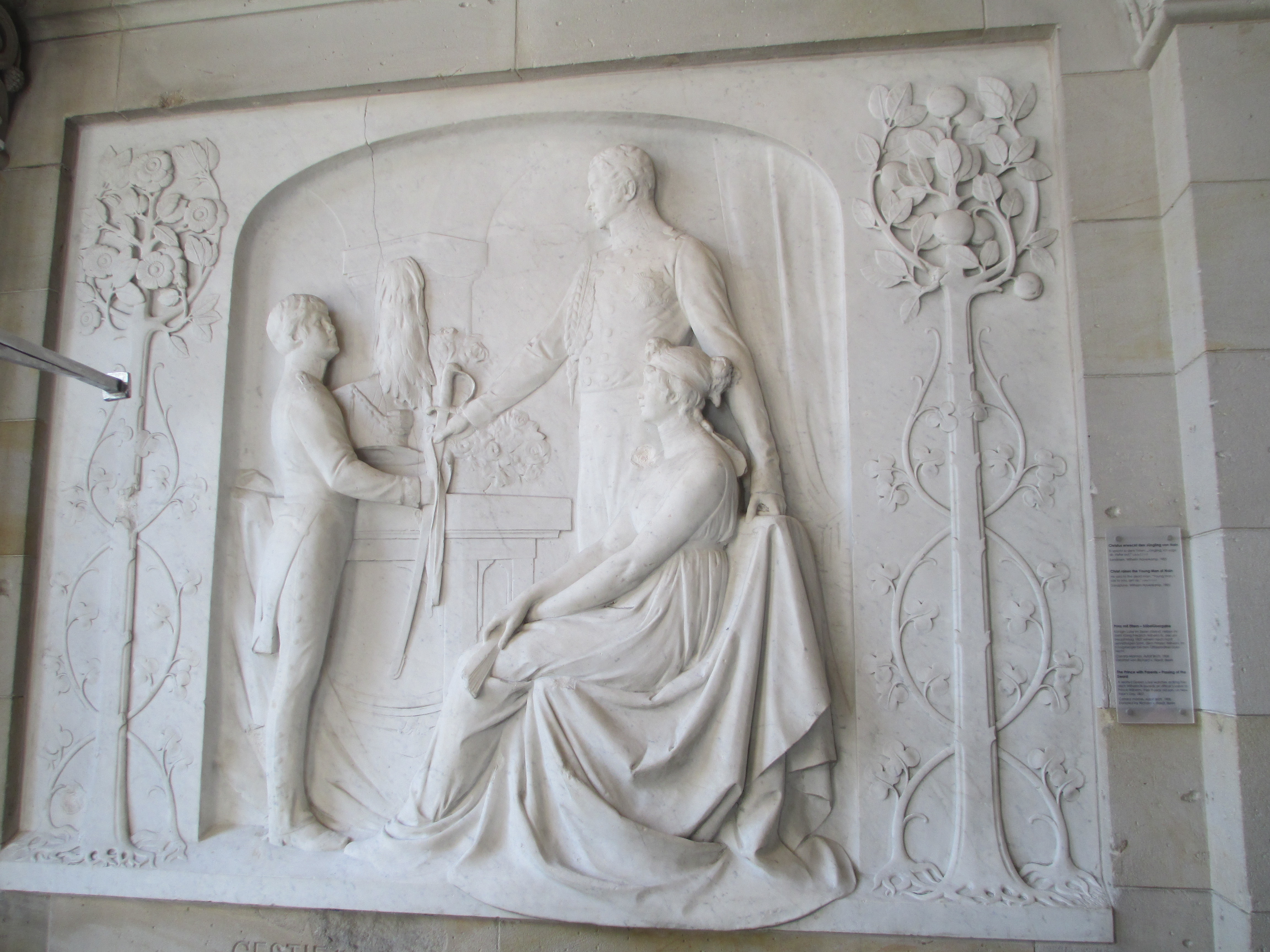
Prinz mit Eltern – Säbelübergabe

#### Pfannschmidt-Mosaike
Ernst Christian Pfannschmidt schuf laut Ernst von Mirbach die „vier größten und wertvollsten Darstellungen im Inneren der Kirche“:
- Emporenmosaik links neben der Kanzel (linken Seitenempore): Einzug in Jerusalem
- Emporenmosaik rechts neben der Kanzel (rechte Seitenempore): Bergpredigt
- Linker Triumphbogen: Petrus
- Rechter Triumphbogen: Paulus

Nach dem Zweiten Weltkrieg war der vor dem Chorraum befindliche Triumphbogen mit den Mosaiken noch vollständig erhalten. Die größten Motive im Triumphbogen waren die Apostelfürsten Petrus und Paulus. Das Mosaik links um die Ecke des Petrus zeigte drei Engel mit Blasinstrumenten. Der Kopf des Petrus wurde geborgen und im Jahr 1966 als Spolie im Kölner Opernbrunnen eingesetzt. Die mosaizierte Seitenfläche der Empore rechts von der Kanzel wurde 1902/1903 von Ernst Pfannschmidt gestaltet und 1904 fertiggestellt. Sie zeigt Christus bei der Bergpredigt. Ein im Archiv der Kirchengemeinde befindliches Mosaik zeigt als Ausschnitt aus diesem Emporenmosaik die Köpfe dreier Zuhörer. Das Emporenmosaik links neben der Kanzel (linke Seitenempore) zeigte den Einzug Christi in Jerusalem. Die Jerusalemer Himmelfahrtskirche sowie die Essener Erlöserkirche erhielten später Replikate dieser Mosaiken.

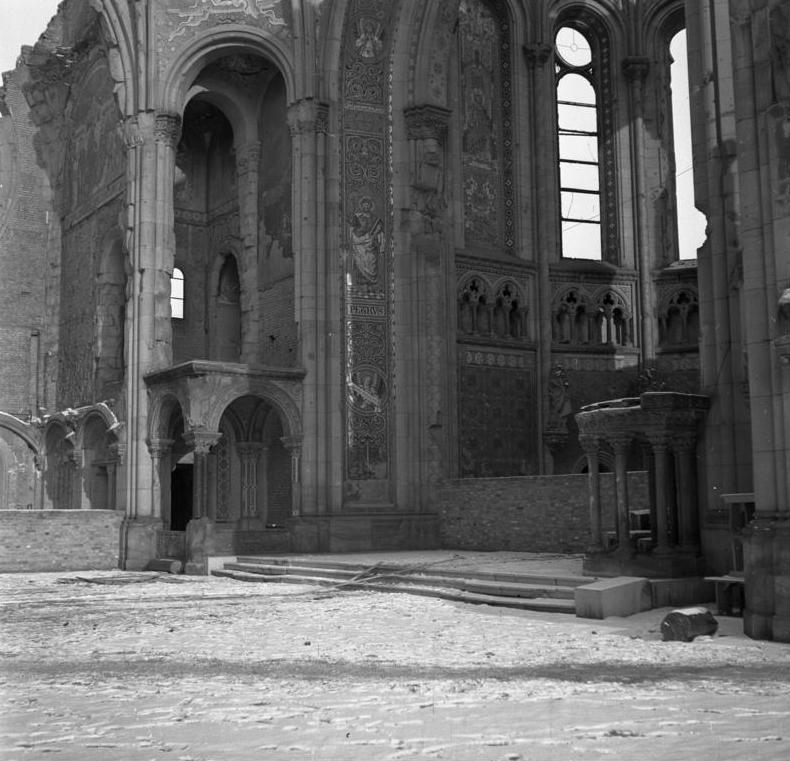
Im Triumphbogen links der Apostelfürst Petrus
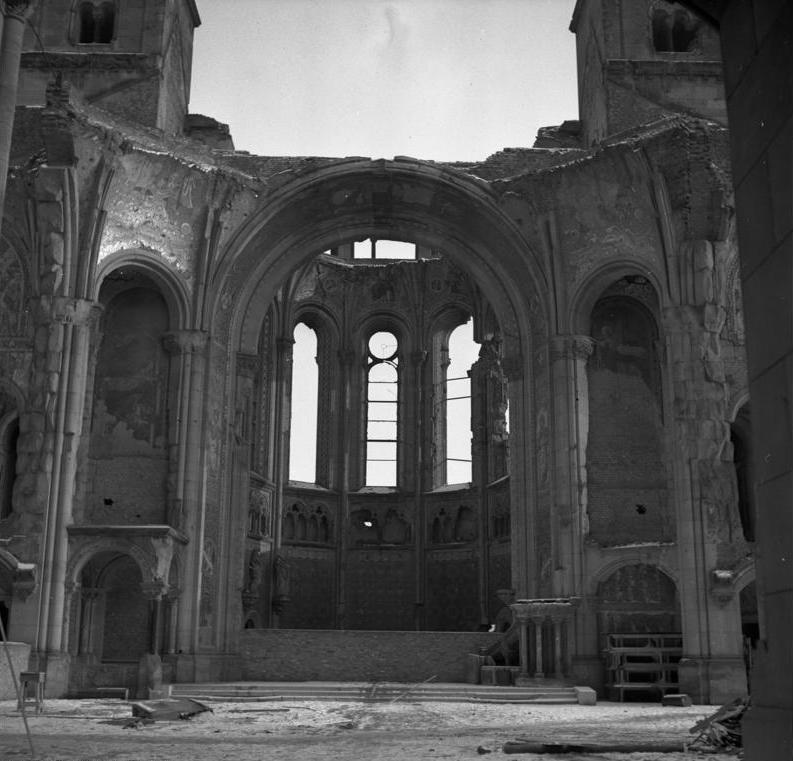
Im Triumphbogen befinden sich die Mosaike der Apostelfürsten Petrus und Paulus (Aufnahme von 1954)
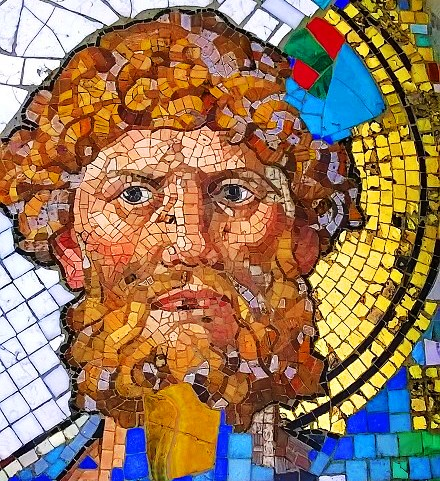
Mosaik im Opernbrunnen in Köln

## Zerstörung
In der Nacht vom 22. zum 23. November 1943 geriet das Kirchengebäude bei einem britischen Luftangriff in Brand, was sowohl zum Zusammenbruch des Dachstuhls über dem Kirchenschiff als auch zum Abknicken der Spitze des Hauptturms führte. Von Seiten der NS-Führung gab es gegenüber der Gemeinde die Zusage, nach dem Zweiten Weltkrieg die zerstörte Gedächtniskirche ebenso groß und prachtvoll wiederaufzubauen. Die Siegermächte des Zweiten Weltkriegs taten sich, im Gegensatz dazu, relativ schwer mit dieser Planung; spiegelte das Gebäude doch auch den wilhelminisch-deutschen Nationalstolz wider. In der Nachkriegszeit wurde die Ruine vorerst dem Zerfall überlassen. Erst 1956 begann man, den einsturzgefährdeten Chor abzureißen.

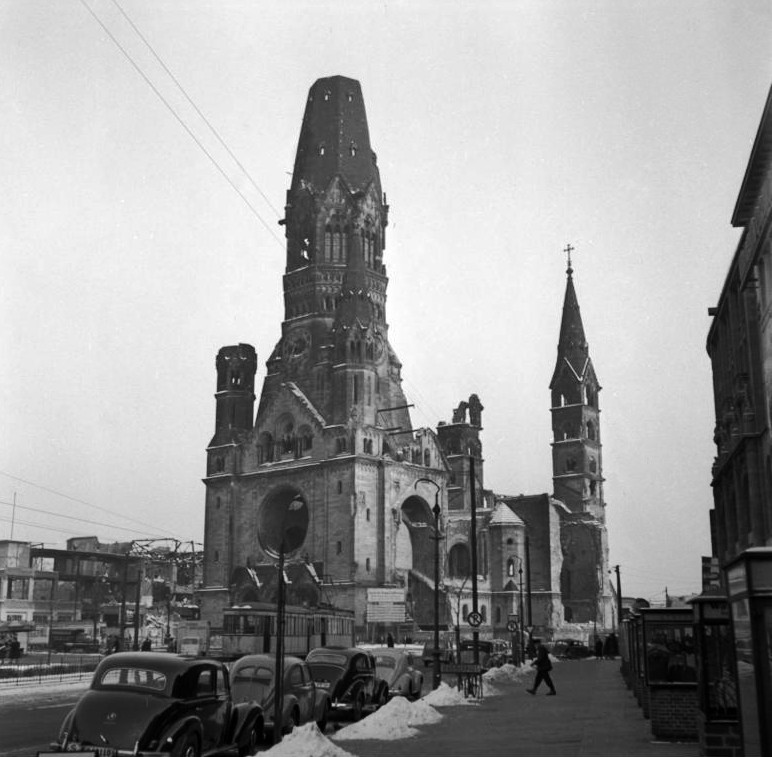
Ruine der Kirche, 1954
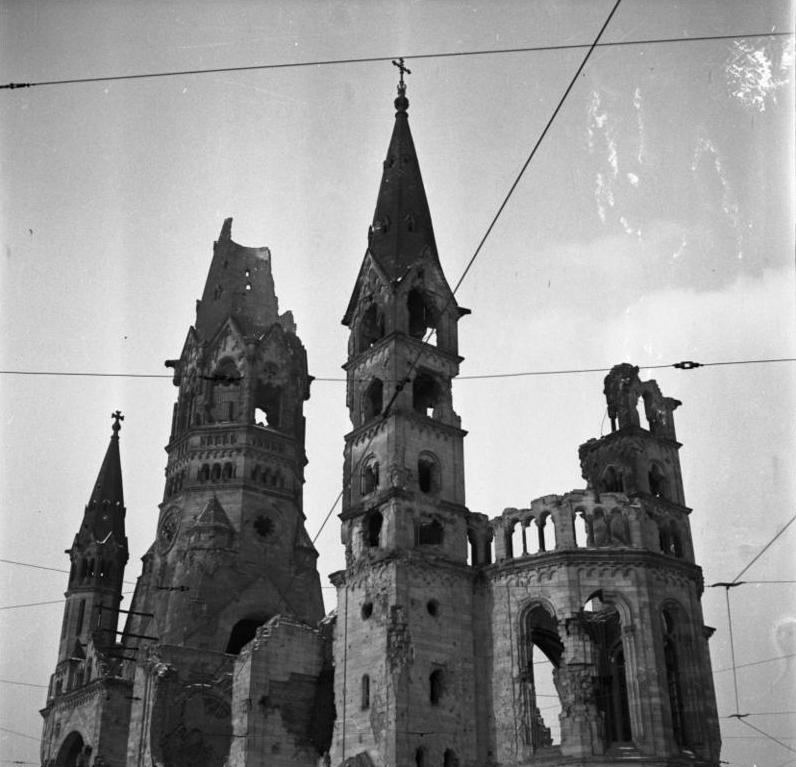
Nahaufnahme der Ruine, 1954

## Neue Gedächtniskirche: moderne Bauten

### Erhalt und Umbau

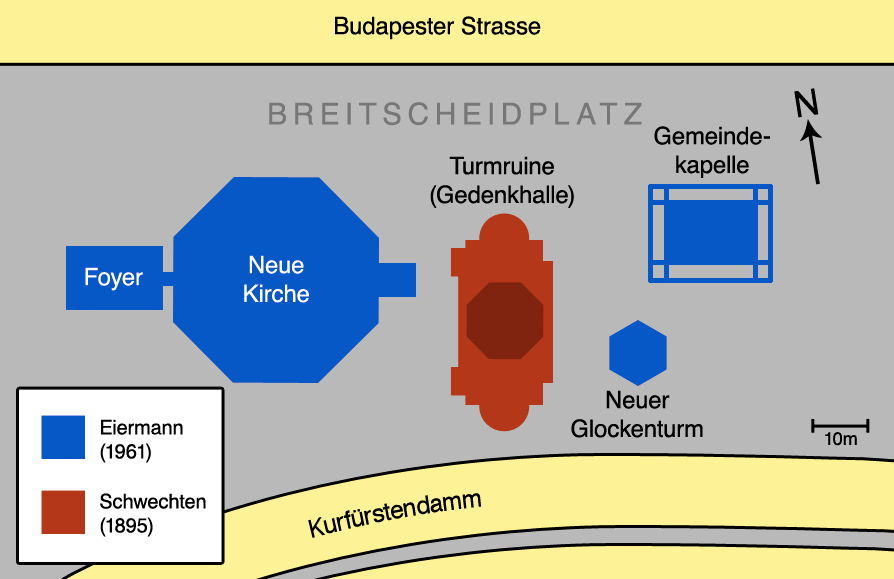
Gebäude: Ruine der alten Kirche (rot) und Eiermann-Neubauten (blau)

Im März 1957 gewann Egon Eiermann den Architektenwettbewerb zum Neubau der Kirche. Sein Modell sah zu Gunsten eines modernen Neubaus den vollständigen Abriss der Ruine vor. Diese Pläne verursachten eine ungewohnt leidenschaftliche öffentliche Debatte. Sie endete mit einem Kompromiss, der sowohl vom Architekten als auch von den Bürgern widerstrebend akzeptiert wurde. Die 71 Meter hohe Ruine des alten Hauptturms blieb, bautechnisch gesichert, als Mahnmal gegen den Krieg erhalten, umgeben von einem vierteiligen Bauensemble nach den Entwürfen Eiermanns. Ein oktogonales Kirchenschiff und ein rechteckiges Foyer im Westen des alten Turmstumpfes und ein hexagonaler Glockenturm (53,5 Meter) sowie eine ebenfalls rechteckige Kapelle östlich davon. Am 9. Mai 1959 fand die Grundsteinlegung für den Neubau statt, am 17. Dezember 1961 wurde die fertige Kirche durch den Landesbischof Otto Dibelius eingeweiht. Das gesamte Ensemble der Gedächtniskirche ist mittlerweile denkmalgeschützt und gilt als wichtiges Mahnmal der Nachkriegszeit und als eines der markantesten Bauwerke Berlins. Vielfach wird das Gebäude von Touristen aufgesucht. Im Berliner Volksmund sind das achteckige Kirchenschiff und der neue Glockenturm auch unter dem Ausdruck „Lippenstift und Puderdose“ geläufig, und die Turmruine wurde mitunter „Hohler Zahn“ genannt. Umgangssprachlich wird sie kurz KWG genannt.

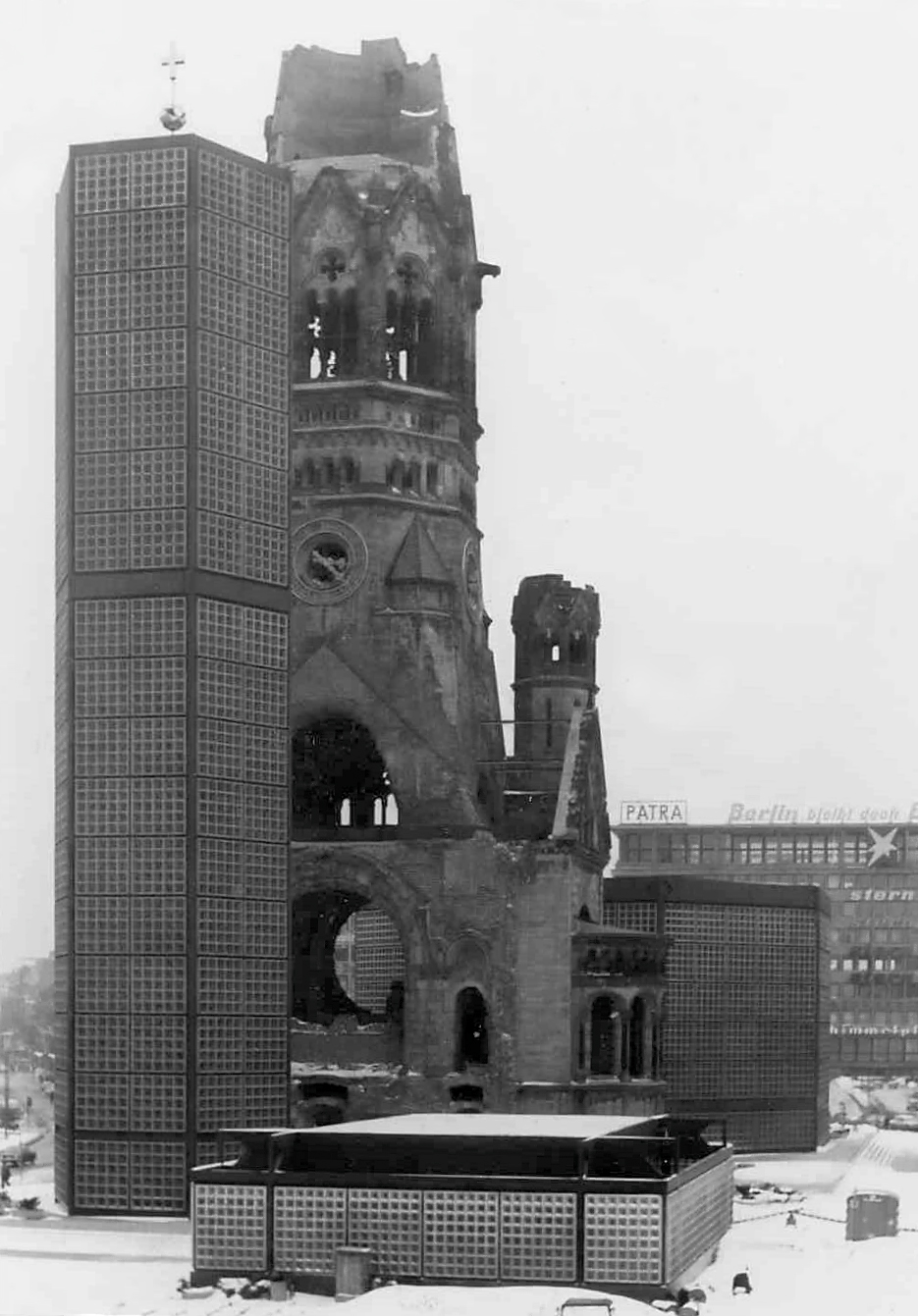
Alte Kirche/Turmruine mit: Gemeindekapelle (vorn), neuer Turm (links), neue Kirche (hinten), 1964
Sondermarke der Deutschen Bundespost Berlin von 1965
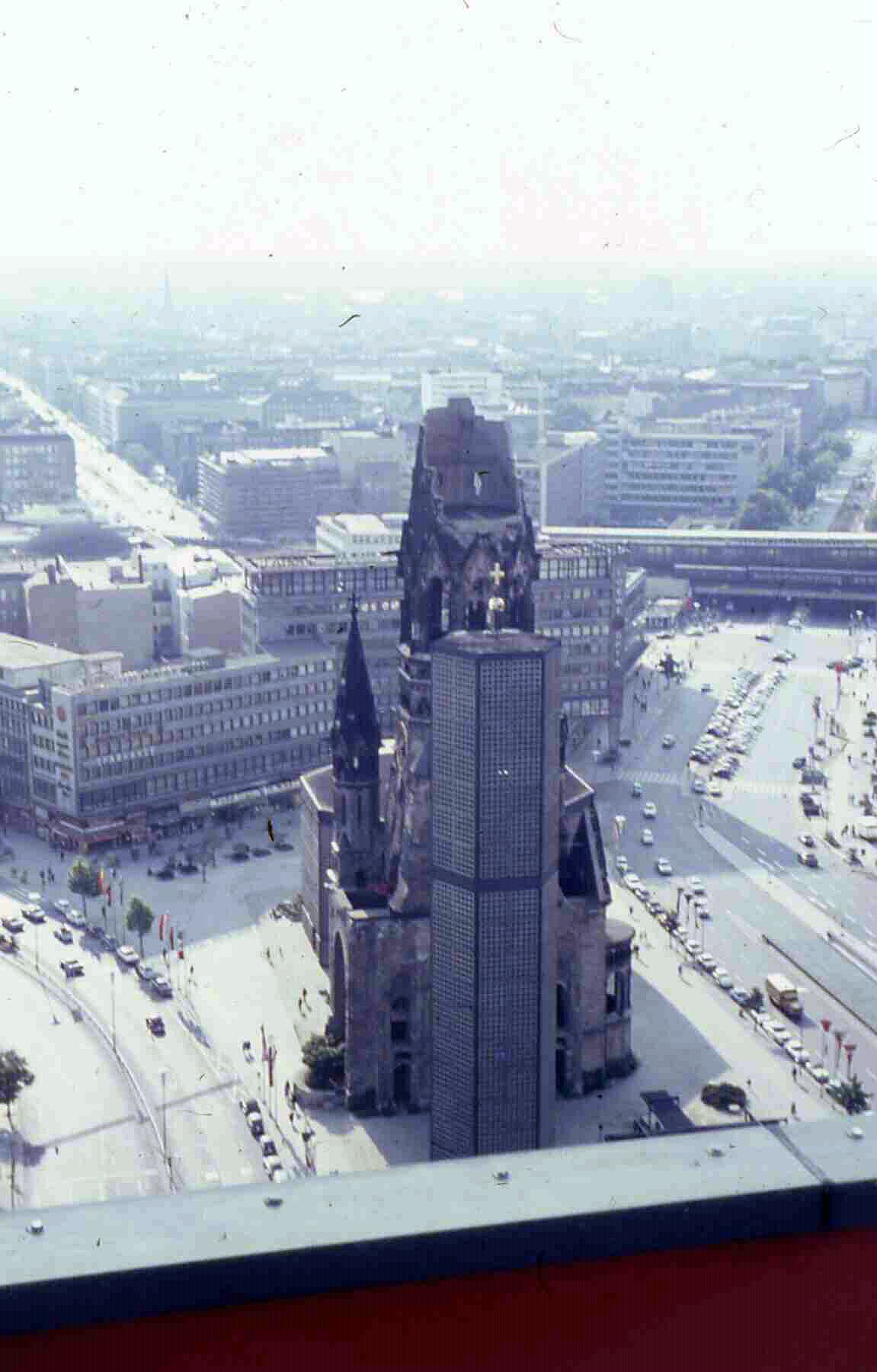
Die Gedächtniskirche vom Europa-Center aus, 1968
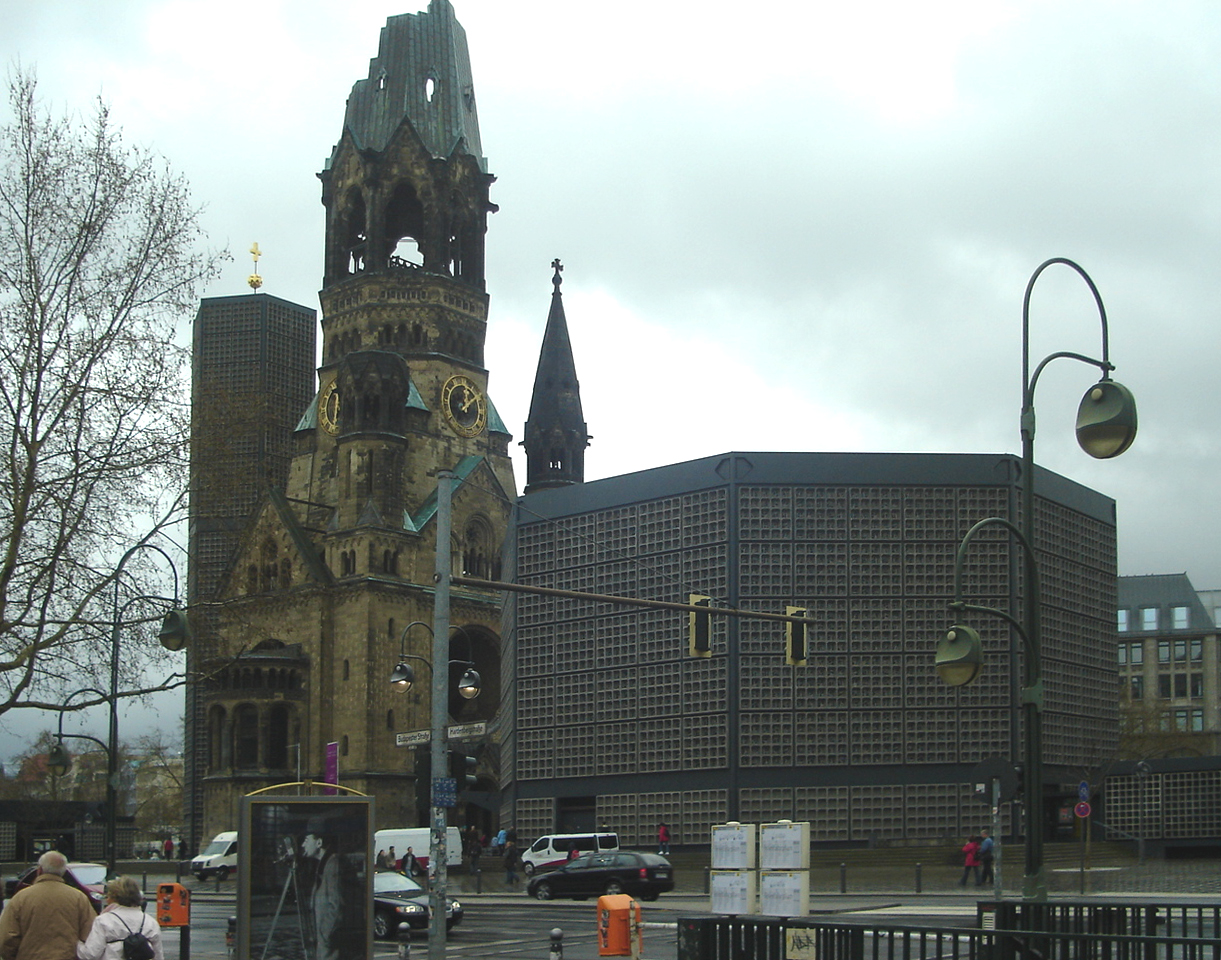
Oktogonalbau der neuen Kirche, mit Foyer (rechts), 2007

### Ausstattung
Der Architekt Egon Eiermann entwarf auch alle wesentlichen Elemente der Innenräume des Ensembles – Altar, Kanzel und Taufbecken, Kerzenleuchter, Lampen, Gestühl, Fußboden und sogar den Orgelprospekt. Über dem Altar hatte Eiermann ursprünglich ein schlichtes Kreuz vorgesehen. Ihm kam allerdings der Landesbischof Otto Dibelius zuvor, der der Kirche den von Karl Hemmeter in Tombak geschaffenen, fast 300 Kilo schweren und 4,60 Meter großen Auferstehungschristus schenkte. In einer Seitenkapelle auf der rechten Seite befindet sich eine Bronzetafel, die der evangelischen Märtyrer von 1933 bis 1945 gedenkt. An ihr ist ein aus Spanien stammendes Kruzifix des 13. Jahrhunderts angebracht. In der Kapelle ist auch die Stalingradmadonna zu sehen.

### Blaues Licht
Ein Charakteristikum der neuen Gebäude sind die gerasterten Wände, die aus insgesamt mehr als 20.000 unitären Glasfenstern bestehen. Der französische Glaskünstler Gabriel Loire, der Glaswände und Glasfenster für etwa 400 Kirchen allein in Frankreich und zahlreiche weitere in aller Welt entwarf, hatte sie in seiner Werkstatt in Chartres vorbereitet. Besonderes starkes, farbiges Glas wurde in unregelmäßige, kleine Teile zerschlagen, zu quadratischen Formen geordnet und in Betongitter eingefügt. An den Bruchflächen der Glasstücke wird das einfallende Licht zusätzlich gebrochen, ähnlich dem Effekt bei geschliffenen Edelsteinen. In Berlin hängten dann die Berliner Kunstglaser Harry Schütt und Detlef Graw die Raster-Elemente in die Stahlkonstruktion der Fassaden ein. Zum Ultramarinblau wurde Loire vom Blau im Jessebaum der Kathedrale von Chartres inspiriert. Es wurde intensiver als das von Eiermann ursprünglich vorgesehene helle Wasserblau. Die blauen Glaswände sind erst ab vier Meter Höhe eingefügt, um die Kirchenbesucher nicht zu blenden. Die insgesamt vier Zentimeter dicke doppelwandige Konstruktion des Zentralbaues hält den Lärm der nahe gelegenen belebten Straßen fern.

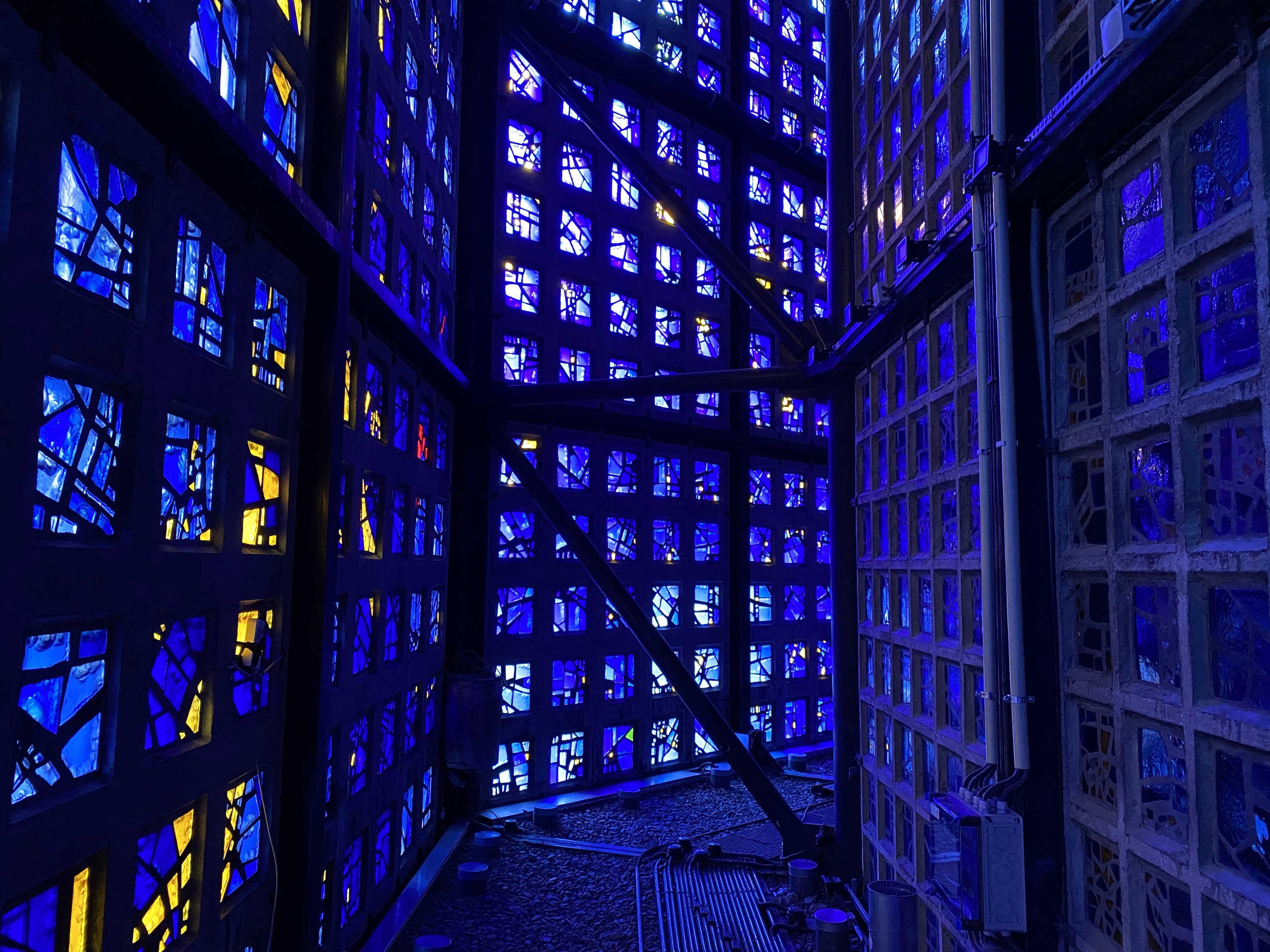
Zwischenraum von blauverglaster Außenwand und hellverglaster Innenwand mit Stahlkonstruktion einer der acht Ecken

Bei Einbruch der Dämmerung ist eine elektrische Beleuchtung zwischen den Doppelwänden möglich. Dann wirken in der Kirche nur die Glasbausteine der Innenwand.

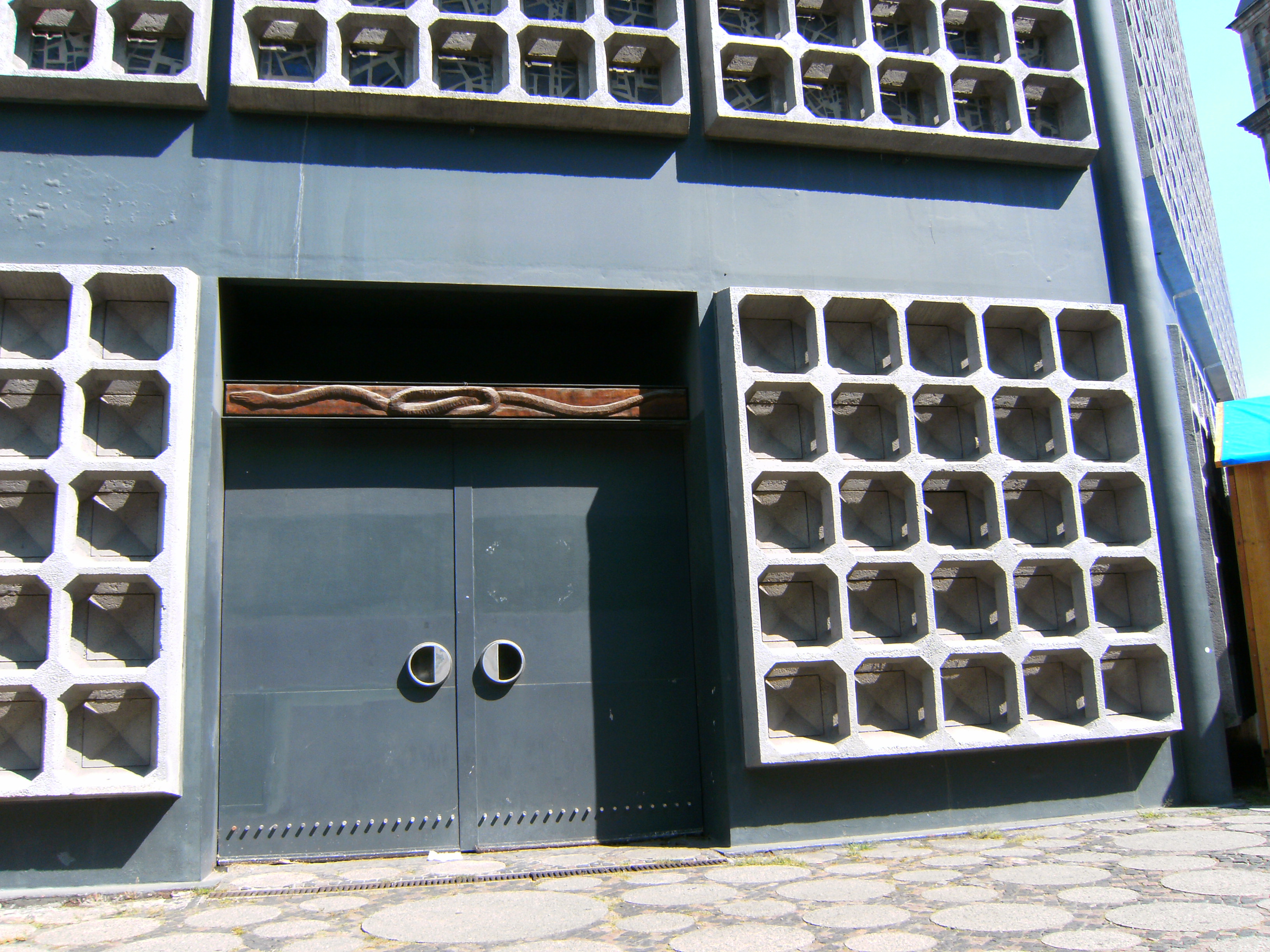
Die Waben der Kirchenfassade sind erst ab vier Meter Höhe verglast.
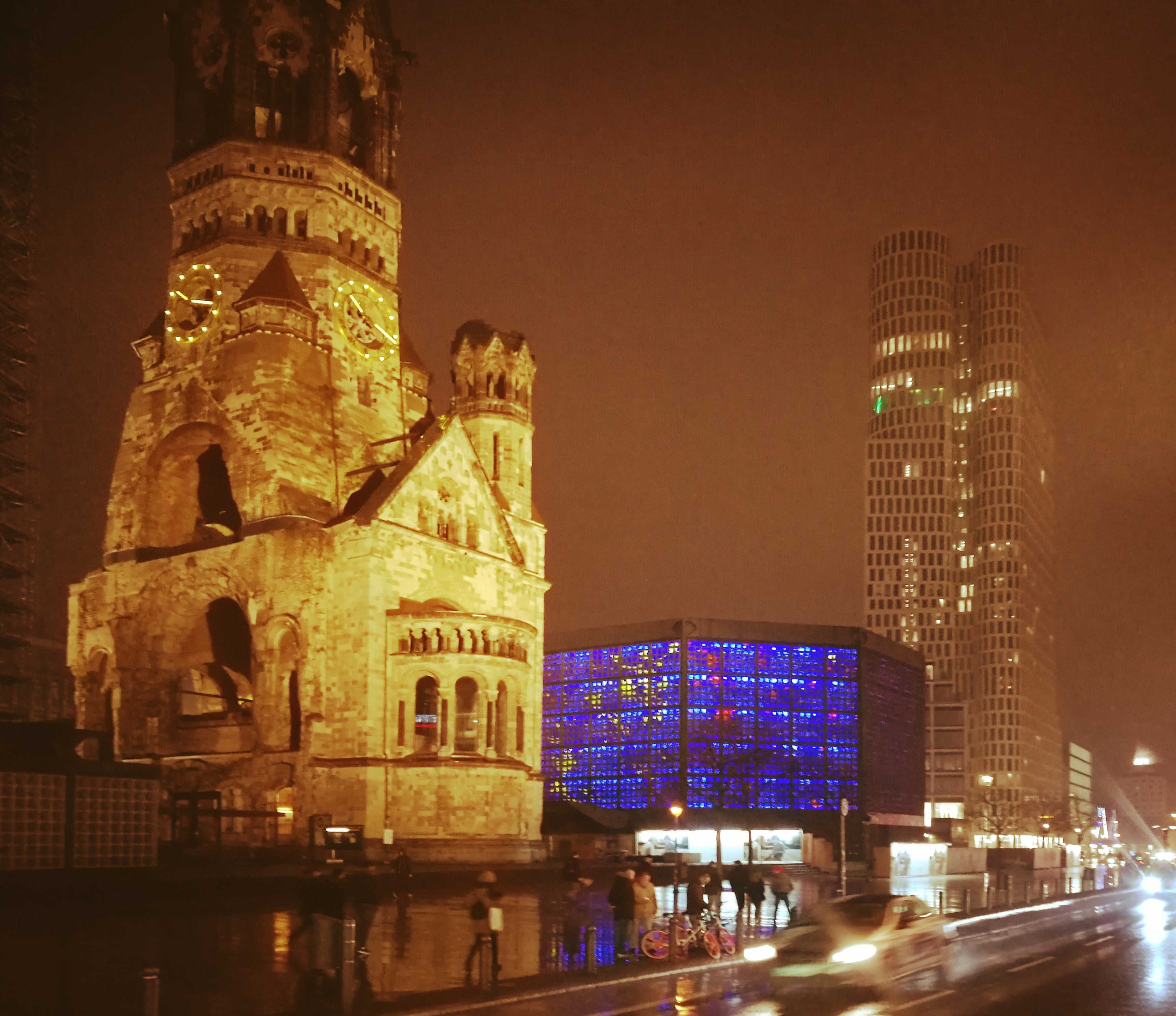
Bei Nacht scheint die von innen erleuchtete Fassade blau.

### Orgel

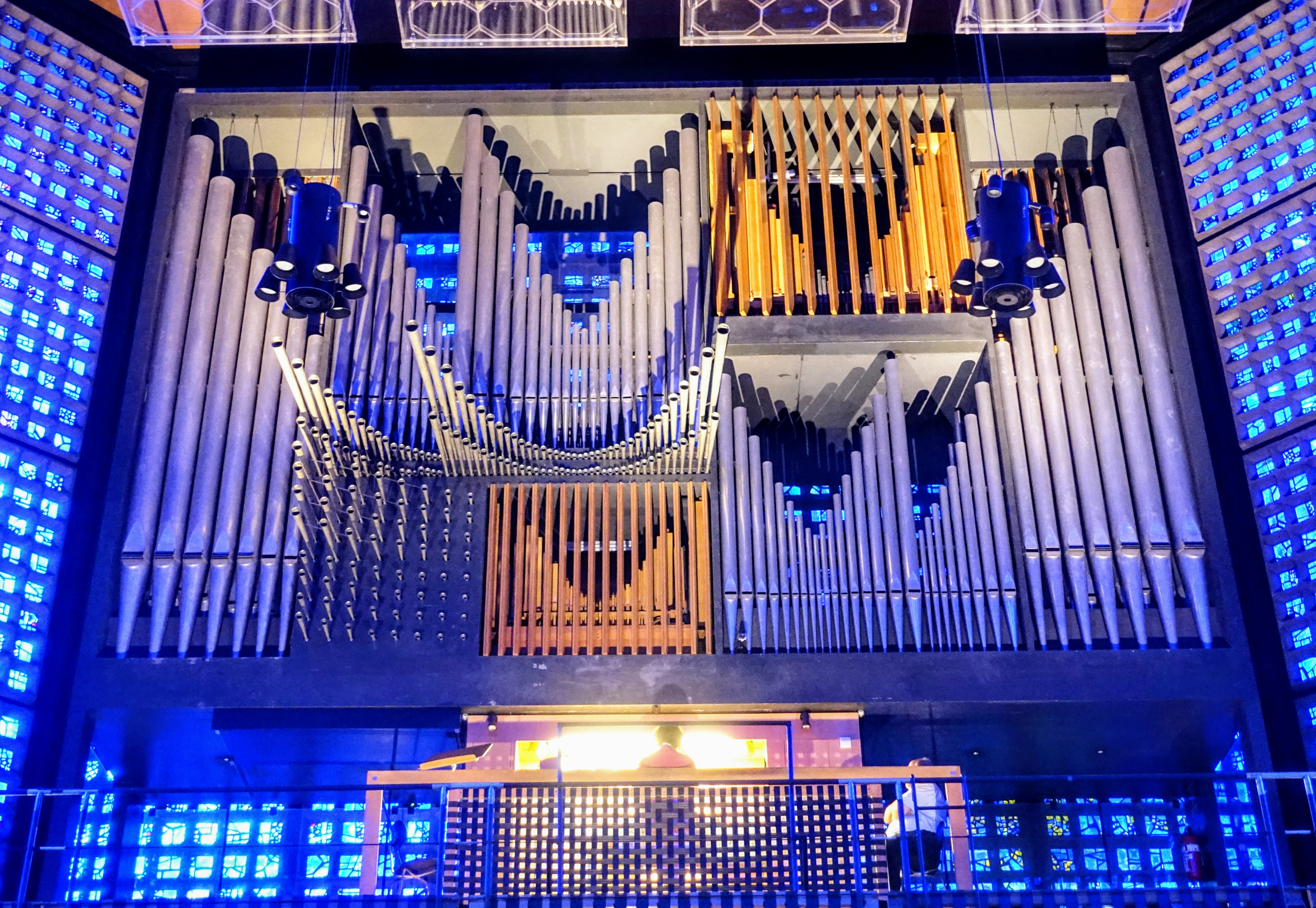
Die Schuke-Orgel

Die Orgel wurde 1958 bis 1962 von Karl Schuke erbaut und hat über 5000 Pfeifen; sie wurde 2005 generalüberholt. 
Im Jahr 2018 wurde die Orgel – da der Tieftonbereich zu schwach war, aus Denkmalschutzgründen aber nicht konventionell mit zusätzlichen, labialen 32′-Pfeifen bestückt werden konnte – zur Hybridorgel erweitert. Midi-Synthesizer (als „elektronische Orgel“) und acht hinter der Orgel installierte Basslautsprecher unterstützen nun den Tiefsttonbereich, eine Setzeranlage ermöglicht rasche Registerwechsel.
Die Orgel hat folgende Disposition:
| I Positiv C–g3 |                 |        |
| 01.            | Principal       | 08′    |
| 02.            | Rohrflöte       | 08′    |
| 03.            | Quintadena      | 08′    |
| 04.            | Oktave          | 04′    |
| 05.            | Blockflöte      | 04′    |
| 06.            | Rohrpfeife      | 02′    |
| 07.            | Quinte          | 01 ⁄3′ |
| 08.            | Sesquialtera II | 02 ⁄3′ |
| 09.            | Mixtur IV–VI    | 01 ⁄3′ |
| 10.            | Terzcymbel III  | 01⁄4′  |
| 11.            | Fagott          | 16′    |
| 12.            | Oboe            | 08′    |
| 13.            | Schalmei        | 04′    |
|                | Tremulant       |        |

| II Hauptwerk C–g3 |                    |        |
| 14.               | Principal          | 16′    |
| 15.               | Oktave             | 08′    |
| 16.               | Spielflöte         | 08′    |
| 17.               | Oktave             | 04′    |
| 18.               | Nachthorn          | 04′    |
| 19.               | Rohrnasat          | 02 ⁄3′ |
| 20.               | Oktave             | 02′    |
| 21.               | Mixtur VI–VIII     | 02′    |
| 22.               | Mixtur IV          | 01′    |
| 23.               | Trompete           | 16′    |
| 24.               | Spanische Trompete | 08′    |
| 25.               | Trompete           | 08′    |
| 26.               | Spanische Trompete | 04′    |

| III Schwellwerk C–g3 |                      |         |
| 27.                  | Gedacktpommer        | 16′     |
| 28.                  | Schwegel             | 08′     |
| 29.                  | Koppelflöte          | 08′     |
| 30.                  | Viole de Gambe       | 08′     |
| 31.                  | Voix céleste         | 08′     |
| 32.                  | Holzprincipal        | 04′     |
| 33.                  | Hohlquinte           | 02 ⁄3′  |
| 34.                  | Nachthorn            | 02′     |
| 35.                  | Terz                 | 01 3⁄5′ |
| 36.                  | Gemshorn             | 01′     |
| 37.                  | Fourniture V–VII     | 02′     |
| 38.                  | Rauschquinte II      | 01 ⁄3′  |
| 39.                  | Trompette harmonique | 08′     |
| 40.                  | Clairon              | 04′     |
|                      | Cornettzug           |         |
|                      | Tremulant            |         |

| IV Brustwerk (schwellbar) C–g3 |               |         |
| 41.                            | Holzgedackt   | 08′     |
| 42.                            | Spitzgedackt  | 04′     |
| 43.                            | Principal     | 02′     |
| 44.                            | Oktave        | 01′     |
| 45.                            | Terzian II    | 01 3⁄5′ |
| 46.                            | Scharff III–V | 01⁄2′   |
| 47.                            | Krummhorn     | 08′     |
| 48.                            | Vox humana    | 08′     |
|                                | Tremulant     |         |

| Pedal C–g1 |                      |         |
| 49.        | Principal            | 16′     |
| 50.        | Subbass              | 16′     |
| 51.        | Quinte               | 10 2⁄3′ |
| 52.        | Oktave               | 08′     |
| 53.        | Trichtergedackt      | 08′     |
| 54.        | Oktave               | 04′     |
| 55.        | Hohlflöte            | 04′     |
| 56.        | Feldpfeife           | 01′     |
| 57.        | Basssesquialtera III | 05 1⁄3′ |
| 58.        | Mixtur V             | 02 ⁄3′  |
| 59.        | Fagott               | 32′     |
| 60.        | Posaune              | 16′     |
| 61.        | Trompete             | 08′     |
| 62.        | Spanische Trompete   | 04′     |
| 63.        | Spanisch Cornett     | 02′     |

- Koppeln:
  - Normalkoppeln: IV–III; III–II; IV–II; I–II; IV–P; III–P; II–P; I–P
  - Suboktavkoppel: Sub III (koppelt auch auf POS und HW)
  - Superoktavkoppel: Super III (koppelt auch auf POS und HW)
- Spielhilfen: Setzeranlage, freie Koppeln (z. B. Quint- und Oktavkoppeln), programmierbare Registerauszüge (z. B. Terzbass 6 2⁄5′, Septime 4 4⁄7′); 32 elektronische Zusatzregister für I.–III. Manual und Pedal.

### Neues Glockengeläut
Der charakteristische sechseckige Glockenturm bietet den sechs Bronzeglocken der Glocken- und Kunstgießerei Rincker aus Sinn eine ausgezeichnete Akustik. Das Geläut ist eine Mischung aus harmonischer und melodischer Disposition. Die Glocken hängen jeweils zu zweien nebeneinander im dreigeschossigen Stahlglockenstuhl an geraden Stahljochen; der Läuteantrieb erfolgt elektrisch. Die Läuteordnung nennt folgende abgestufte Geläute:
- Vaterunser im Gottesdienst: Glocke 4
- Andachten, Familiengottesdienste, Taufen und Trauungen: Glocken 6, 5 und 4
- Orgelvespern und Trauerfeiern: Glocken 6, 5, 4 und 3
- Sonntags-Gottesdienste: Glocken 6, 5, 4, 3 und 2
- Festtags-Gottesdienste: Vollgeläut aller sechs Glocken (6–1).[21]

| Glocken | Gussjahr | Gießer, Gussort                          | Durchmesser (cm) | Gewicht (kg, ca.) | Schlagton (HT-1⁄16) | Inschrift |
| ------- | -------- | ---------------------------------------- | ---------------- | ----------------- | ------------------- | --- |
| 1       | 01960    | Glocken- und Kunstgießerei Rincker, Sinn | 214,0            | 5740              | g° +1               | Eure Städte sind mit Feuer verbrannt (Jes. 1, 7). Aber mein Heil bleibt ewiglich, und meine Gerechtigkeit wird kein Ende haben (Jes. 51,6 )                 |
| 2       | 01960    | Glocken- und Kunstgießerei Rincker, Sinn | 181,8            | 3593              | b° +3               | Er vergilt uns nicht nach unserer Missetat (Psalm 103,10 )                                                                                                  |
| 3       | 01960    | Glocken- und Kunstgießerei Rincker, Sinn | 164,8            | 2854              | c' +4               | Gott, dein Weg ist heilig (Psalm 77,14 ) |
| 4       | 01960    | Glocken- und Kunstgießerei Rincker, Sinn | 147,3            | 2000              | d' +4               | Hilf deinem Volk und segne dein Erbe (Psalm 28,9 ) |
| 5       | 01960    | Glocken- und Kunstgießerei Rincker, Sinn | 140,5            | 1807              | es' +4              | So sind wir nun Botschafter an Christi Statt; denn Gott vermahnt durch uns; so bitten wir an Christi Statt: Lasset euch versöhnen mit Gott! (2. Kor. 5,20 ) |
| 6       | 01960    | Glocken- und Kunstgießerei Rincker, Sinn | 127,9            | 1453              | f' +3               | Seid fleißig zu halten die Einigkeit im Geist durch das Band des Friedens (Eph. 4,3 )                                                                       |

### Turmuhr

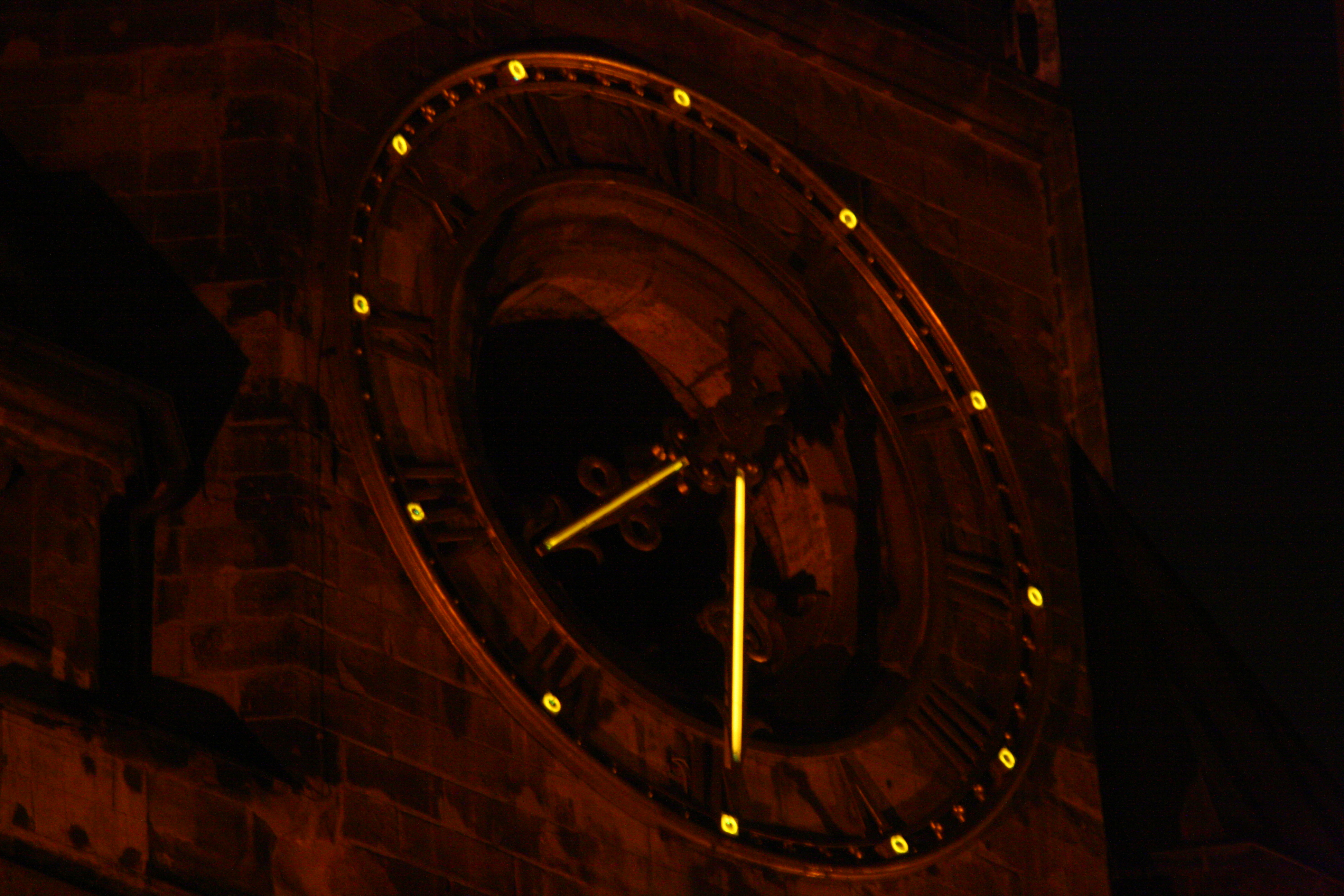
Beleuchtete Turmuhr

Die Uhr an der Hauptturm-Ruine wurde 1959 mit einem Aufwand von 430.000 Mark (kaufkraftbereinigt in heutiger Währung rund 1,22 Millionen Euro) auf den neuesten Stand der Technik gebracht. Sehr selten ist die Beleuchtung der Uhrzeiger durch Leuchtstoffröhren. Gespendet wurde der Betrag unter anderem von Militärbischof Hermann Kunst, der an die Spende die Bedingung geknüpft hatte, dass die Uhr beleuchtet sei. Am 24. Januar 2008 wurden von Uhrmachermeister Ingo Zimmer drei Uhrmotoren wegen irreparabler Schäden außer Betrieb gesetzt und die Uhrzeiger auf 12 Uhr festgestellt. Einzig die an der Ostseite befindliche Uhr zeigte weiter die aktuelle Uhrzeit an. Im Rahmen der 2013 abgeschlossenen Bauwerksanierung erfolgten Reparaturen und Renovierungsarbeiten an den Uhren, die seitdem mit LED-Strahlern beleuchtet werden.

### Kapelle
Die Umrahmung der Kapelle besteht ebenfalls aus Glasbausteinen, allerdings in hellem Farbton mit wenigen hellblauen Einsprengseln. Die Kapelle selber ist ein reiner Stahlbau. Zwischen der Kapelle und der Umrahmung verläuft ein schmaler Gartenstreifen. Eine sehr kleine Zeichnung des leidenden Christus von Ernst Barlach verkörpert das Altarbild. Die Kapelle ist nicht zu besichtigen und dient gemeindeinternen Zwecken.

### Renovierung und Sanierung seit 2010

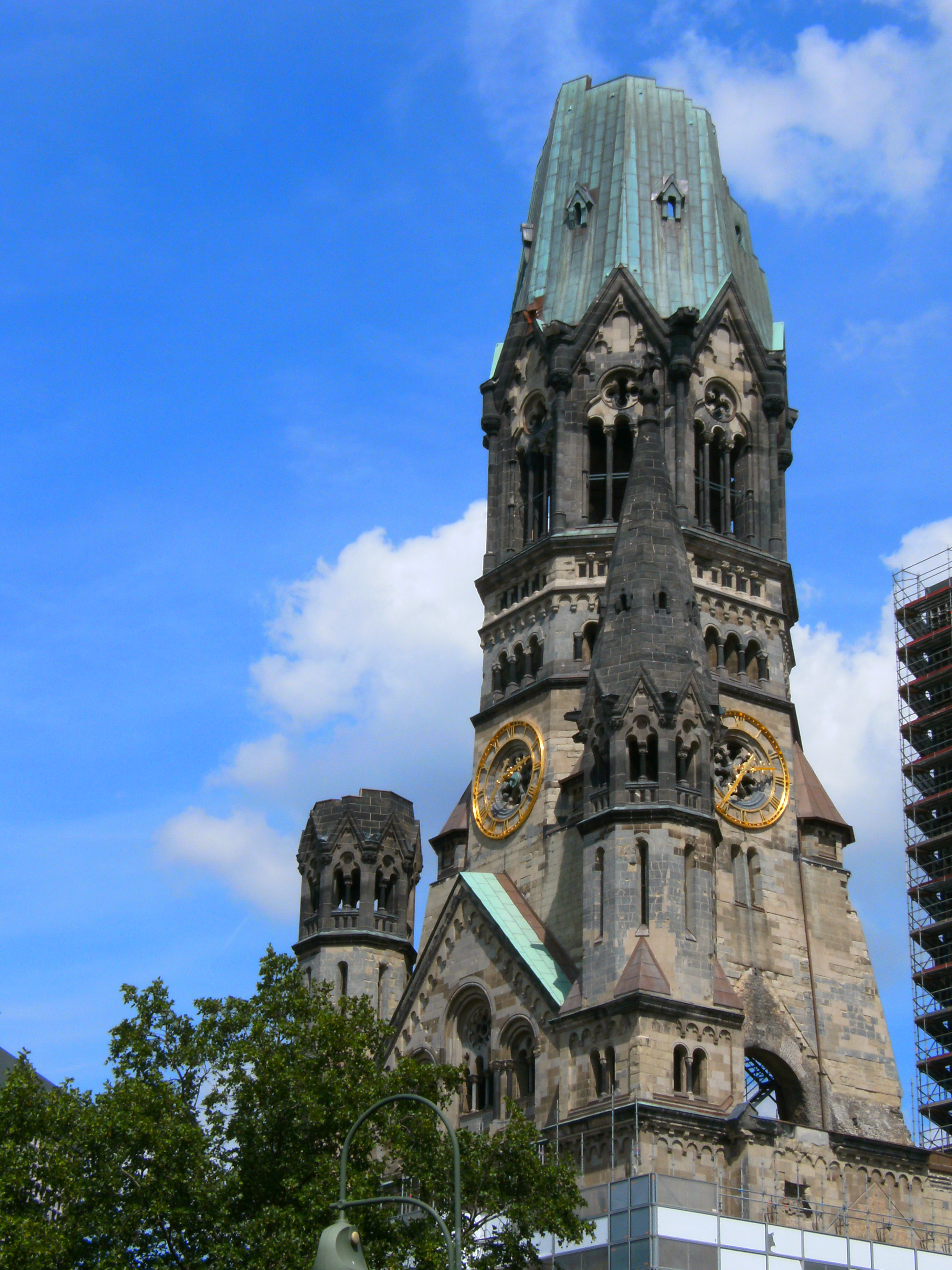
Alter Turm der Kaiser-Wilhelm-Gedächtnis-Kirche, Sommer 2014

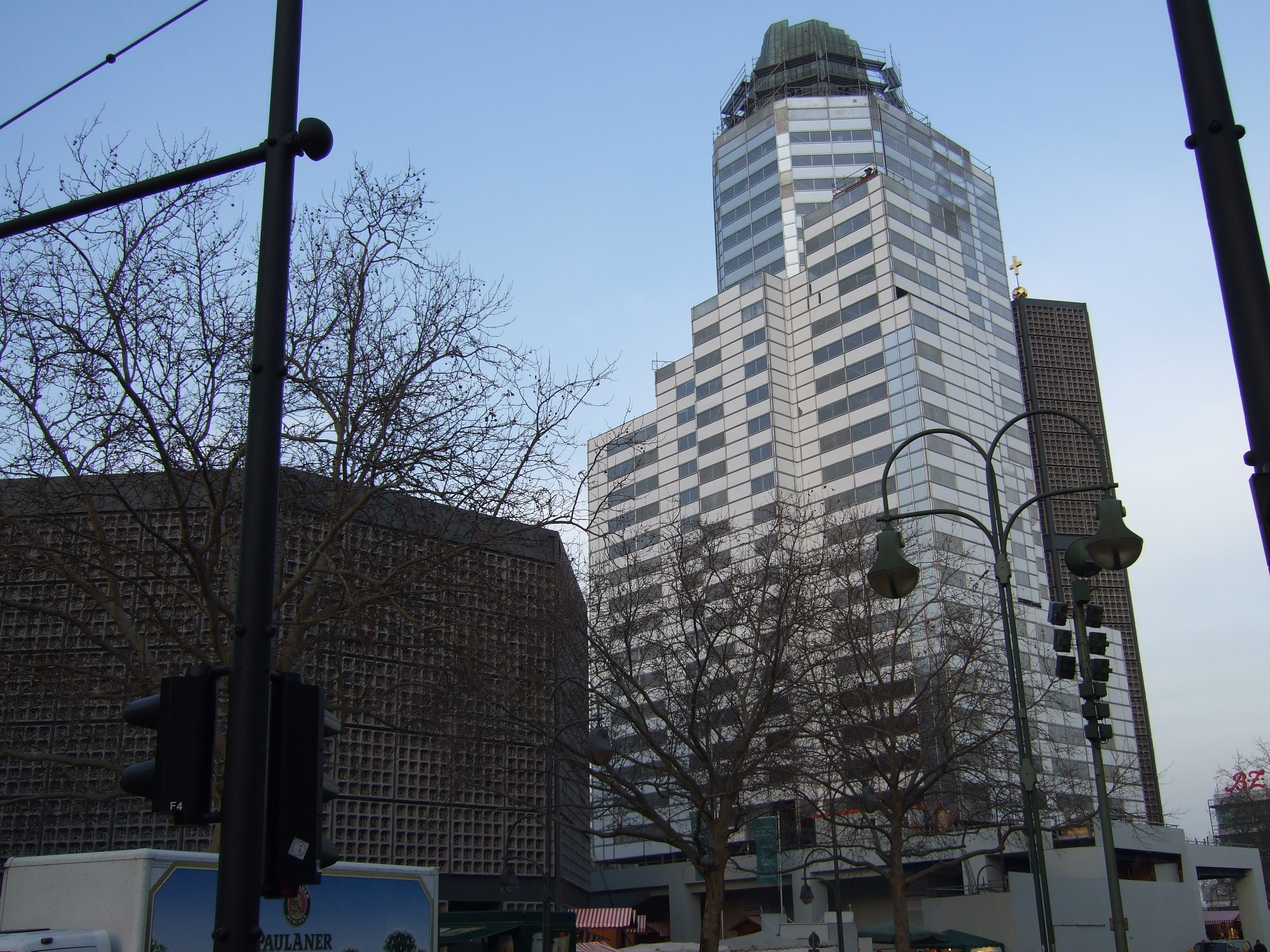
Sanierung des alten Turms, 2011–2013

Der Alte Glockenturm (die Kriegsruine) wurde mehrfach renoviert. Bei der ersten Sanierung in den 1980er Jahren wurden die Steine der Ruine oberflächenversiegelt (Hydrophobierung) und dadurch von innen heraus geschädigt. Nachdem im Jahr 2007 die Baufälligkeit der Kriegsruine aufgefallen war, fand eine restauratorische Konservierung des alten Turms von September 2010 bis April 2015 statt. Dabei wurden für rund 4,4 Millionen Euro Fassadenfugen erneuert und die nach allen Seiten hin offene Ruine so geschützt, dass Regen- und Schmelzwasser schnell abgeführt wird.
Bedingt durch Abnutzung und Umwelteinflüsse stand von November 2015 bis Mai 2017 die Sanierung der Kapelle der Gedächtniskirche mithilfe der Wüstenrot Stiftung für 1,4 Millionen Euro an. Renoviert wurden dabei Fenster, Fassade, Garten, Heizung, Lüftung, Elektro- und Sanitäranlagen.
Seit Juli 2017 wird der Boden vor der Gedächtniskirche (Podium) für rund 2,4 Millionen Euro grundsaniert und es werden über 100.000 neue Terrakotta- und Betonscheiben verlegt.
Als Nächstes steht die Renovierung des neuen Turmes an, der seit 2014 zur Substanzuntersuchung und Planung der schwierigen Sanierung des Betonbaus eingerüstet ist.

## Mahnmal gegen den Krieg

### Wahrzeichen Turmruine
Die Turmruine wurde nach der alliierten Bombardierung im Zweiten Weltkrieg als Mahnmal für den Frieden in ihrem zerstörten Zustand belassen. Sie befand sich im Laufe der Zeit in einem bautechnisch schlechten Zustand und bedurfte einer umfassenden Sanierung. Auf Initiative der Kirchengemeinde und der für den Erhalt des Bauensembles Verantwortlichen fanden sich mehrere Berliner Unternehmen zusammen, um Geld zur Deckung der Sanierungskosten zu sammeln. Auch die Deutsche Stiftung Denkmalschutz unterstützte die Sanierung der Turmruine. Mit dem Einrüsten des alten Turmes wurde im Oktober 2010 begonnen, die Innensanierung begann im Frühjahr 2012. Die Haupt-Bauarbeiten wurden 2013 abgeschlossen, und das komplexe Gerüst wurde in mehreren Abschnitten ab August 2013 abgebaut.

### Stalingradmadonna in der Kirche

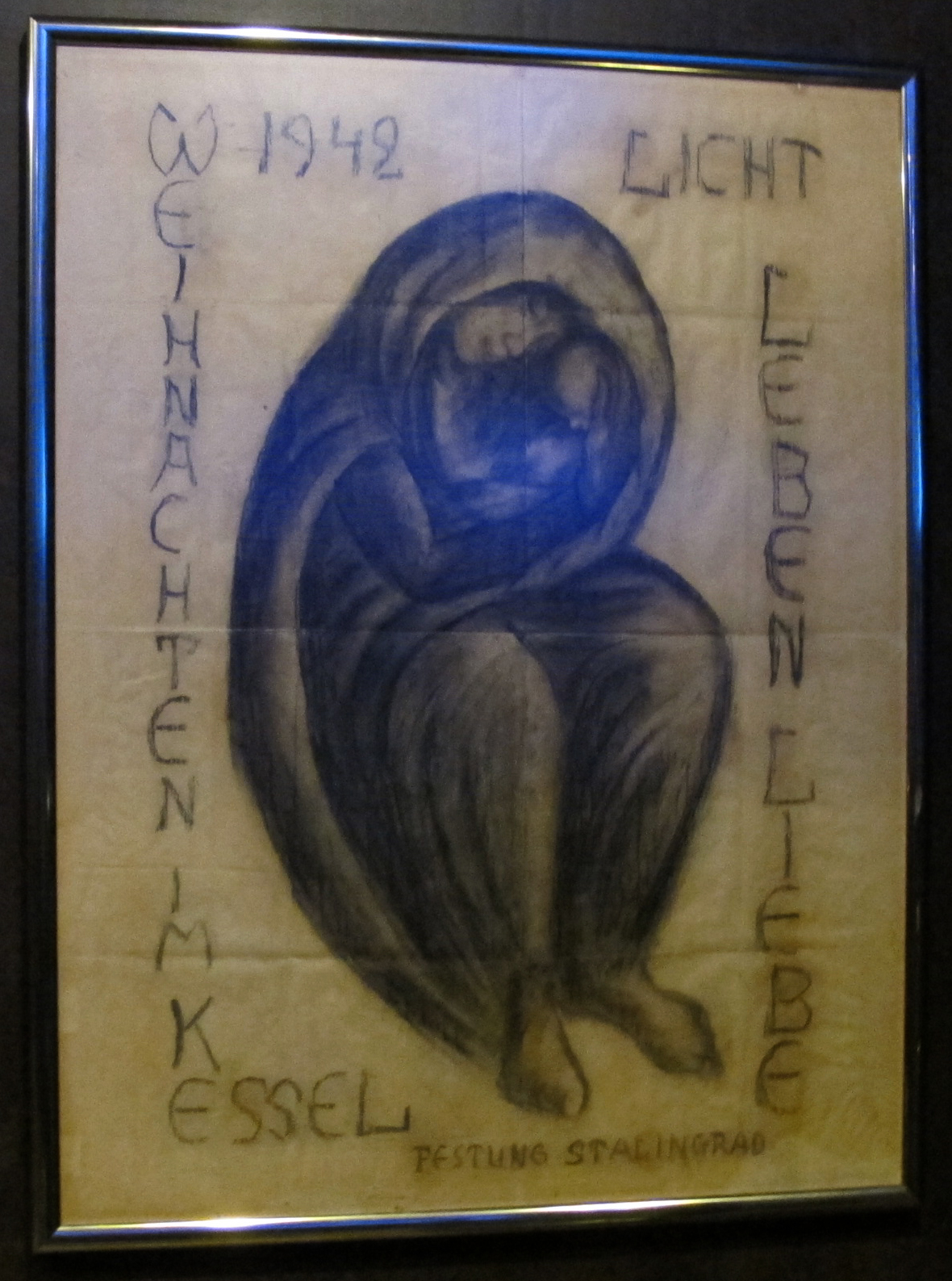
Stalingradmadonna

Zur Ausstattung des Kirchenraumes gehört unter anderem die Zeichnung Madonna von Stalingrad, die Kurt Reuber zu Weihnachten 1942 als Arzt der Wehrmacht in der Schlacht von Stalingrad (heute: Wolgograd) anfertigte. Neben der Stalingradmadonna befindet sich als Zeichen der Aussöhnung auch eine Madonna mit Kind in Ikonenform, die von der Kirche in Wolgograd (früher Stalingrad) gestiftet wurde. Kopien der Stalingradmadonna sind an verschiedenen Gedenkorten zu finden, wie in einer Kapelle der Kathedrale von Coventry sowie in der russisch-orthodoxen Kathedrale von Wolgograd.

### Gedenkhalle in der Ruine

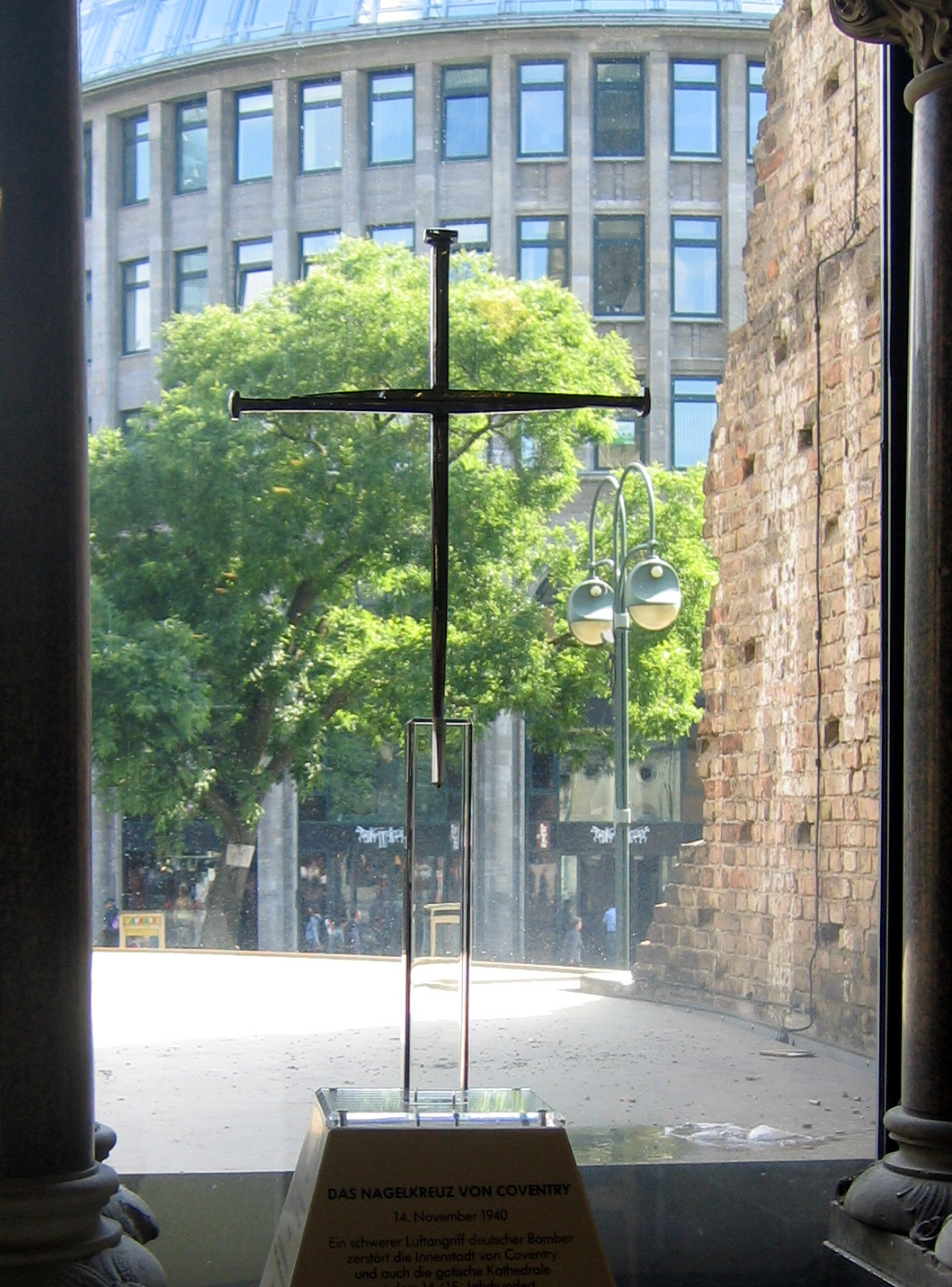
Nagelkreuz von Coventry

Die ehemalige Eingangshalle des alten Gebäudes wurde am 7. Januar 1987, anlässlich der 750-Jahr-Feier Berlins, in einen Raum des Gedenkens an die Geschehnisse und die Zerstörungen im Zweiten Weltkrieg umgewandelt. Eines der zentralen Exponate ist hier das Nagelkreuz von Coventry als Zeichen der Versöhnung. Die Nägel, aus denen es geformt wurde, stammen von verbrannten Dachbalken der Kathedrale in Coventry, die am 14. November 1940 bei deutschen Luftangriffen zerstört und ebenfalls bewusst als Ruine erhalten wurde.
Die Kirche als Filmkulisse
1931 diente die Kaiser-Wilhelm-Gedächtniskirche als Kulisse für die Verfilmung des Kinderbuches Emil und die Detektive von Erich Kästner nach einem Drehbuch von Billie Wilder.
1954 war die Kaiser-Wilhelm-Gedächtniskirche erneut Drehort für eine weitere Verfilmung von Emil und die Detektive.

### Besucher
Die Besucher kommen aus aller Welt. Es sind täglich je nach Jahreszeit etwa 3.000–10.000 Menschen. Von den Besuchern kamen in einer Augustwoche des Jahres 2015 6 % aus Berlin, 40 % aus den anderen deutschen Bundesländern und 49 % aus dem Ausland, der Rest beantwortete die Frage nicht. Besonders beeindruckten das blaue Licht in der Neuen Kirche, die Mosaiken in der Gedenkhalle und die Thematik Krieg und Versöhnung. Bei der Befragung in der Augustwoche des Jahres 2015 gehörten 70 % der Besucher der Neuen Kirche einer christlichen Religion an. Ein Sechstel der Besucher der Neuen Kirche setzte sich, 10 % nutzten die Zeit für ein Gebet.

## Kirchengemeinde

### Nutzung und Zugehörigkeit
Die Kirche wird von der Evangelischen Kaiser-Wilhelm-Gedächtnis-Kirchengemeinde für Gottesdienste und Veranstaltungen genutzt. Die Gemeinde gehört zum Kirchenkreis Charlottenburg-Wilmersdorf im Sprengel Berlin der Evangelischen Kirche Berlin-Brandenburg-schlesische Oberlausitz (EKBO).

### Gottesdienste und Andachten
- Sonntag und Feiertag, 10 Uhr: Abendmahlsgottesdienst, 18 Uhr: Gottesdienst[36]
- Andachten in der Woche: Montag bis Freitag 13 Uhr, 17:30 und 18 Uhr in der Kirche, Freitag 13 Uhr das Coventry-Versöhnungsgebet in der Gedenkhalle[36]
- Samstag, 18 Uhr: Bach-Kantate-Gottesdienst oder Orgelvesper[36]

### Bekannte Gemeindeglieder
- Gerhard Jacobi (1891–1971), später Bischof von Oldenburg
- Paul Conrad (1865–1927), 1. Pfarrer, später Oberdomprediger
- Heinrich Reimann (1850–1906), Organist und Mentor Max Regers
- Fritz Heitmann (1891–1953), Organist und Chorleiter
- Elisabeth Schmitz (1893–1977), Mitglied des Kirchenvorstands 1933–1943 (?), Widerstandskämpferin aus den Reihen der Bekennenden Kirche
- Friedrich von Kekulé (1930–2009), Träger des Bundesverdienstkreuzes und Stiftungsvorsitzender der Freunde der Kaiser-Wilhelm-Gedächtnis-Kirche

## Umgebung der Gedächtniskirche

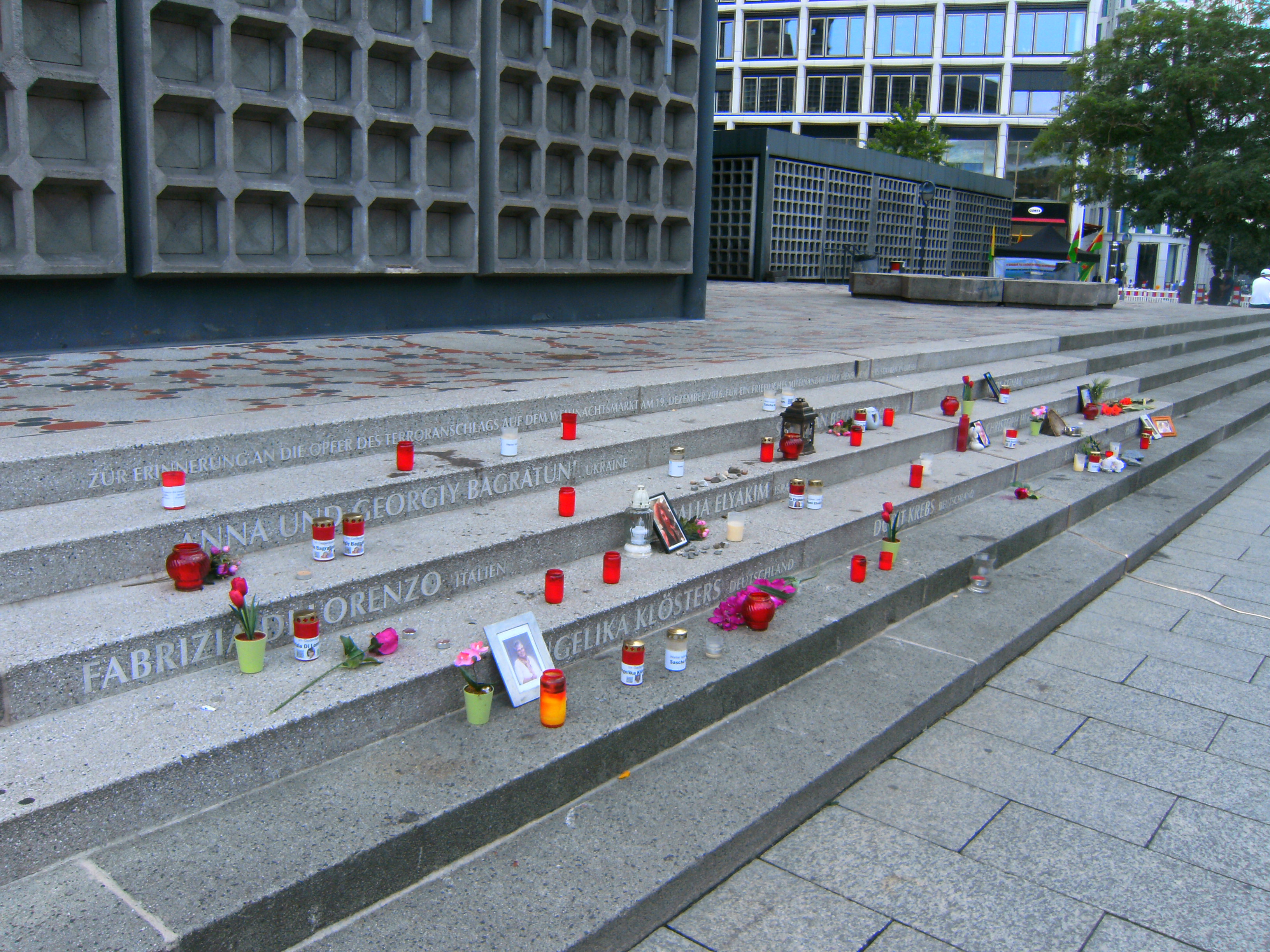
Mahnmal Goldener Riss für die Opfer des Terroranschlags von 2016

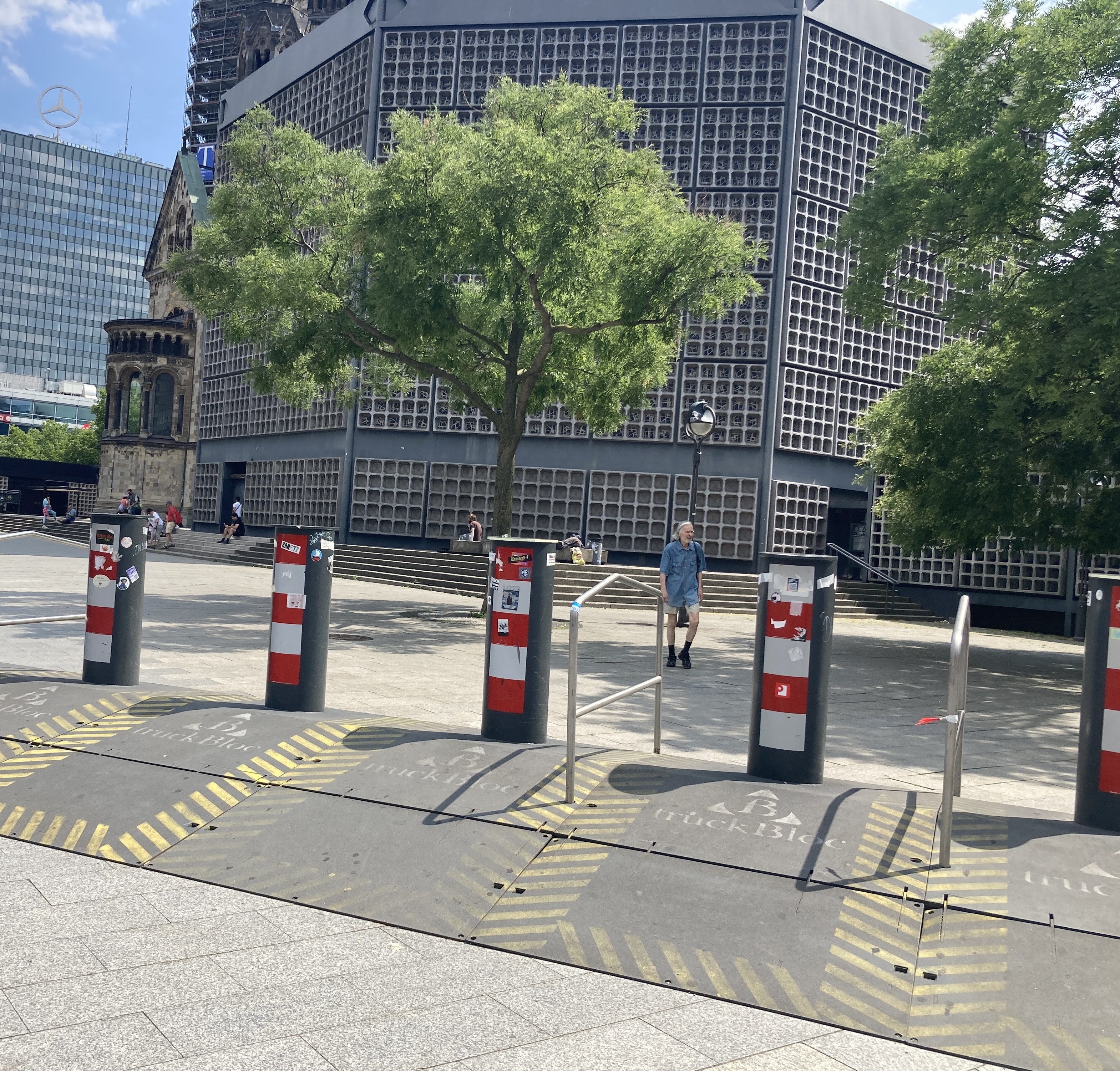
Aufgrund des Anschlags im Jahr 2016 ist das Podium der Kirche von Fahrzeugsperren umzäunt

Das Podium der Gedächtniskirche ist ein 4700 m² großes Plateau und verbindet die Kirchengebäude miteinander. Es ist gegenüber dem Straßenniveau um mehrere Stufen erhöht. Es wurde im Jahr 1961 von Egon Eiermann mit farbigen runden Keramikziegeln gestaltet. Im Jahr 1981 wurden die Ziegel durch Pflastersteine ersetzt. Im Jahr 2019 wurde es erneut mit farbigen bis zu 20 Zentimeter runden Tonziegeln versehen und wasserdicht gemacht.
Als Gedenkort an die Opfer des Anschlags auf den Berliner Weihnachtsmarkt an der Gedächtniskirche im Jahr 2016 wurde das Denkmal Goldener Riss geschaffen. Die Namen der Opfer sind in die Treppenstufen zum Podium der Kirche eingraviert. Blumen und Grablichter zeugen von den Trauernden. Das Podium um die Kirche und der jährlich darauf stattfindende Weihnachtsmarkt sind als Folge des Anschlags von Fahrzeugsperren umzäunt, die aber auch den Zugang für Fußgänger und vor allem die Barrierefreiheit einschränken.

## Filme
- Geheimnisvolle Orte – Die Berliner Gedächtniskirche. Gezeigt in: ARD-Alpha, 5. Juli 2020, 20:15–21 Uhr. (Alte Kirche – Ruine, neue Kirche – Eiermann).